# 梶裕貴
梶 裕貴（かじ ゆうき、1985年9月3日 - ）は、日本の男性声優、ナレーター、歌手。東京都生まれ、埼玉県坂戸市育ち。埼玉県立坂戸高等学校卒業、在学中は演劇部に所属していた。ヴィムス所属。妻は声優の竹達彩奈。
代表作に『進撃の巨人』（エレン・イェーガー）、『マギ』（アリババ・サルージャ）、『七つの大罪』（メリオダス）、『クラシカロイド』、『Occultic;Nine -オカルティック・ナイン-』、『僕のヒーローアカデミア』（轟焦凍）など。

## 来歴
2006年まで年1回行われていた「アーツビジョン無料新人育成オーディション」に合格し、17期特待生として日本ナレーション演技研究所に所属し、その後はアーツビジョンに所属。
2003年10月、ポニーキャニオン主催の「VSオーディション2003」ファイナリストに選出。2004年11月、ゲーム『帝国千戦記』で声優デビュー。
2009年3月7日、第3回声優アワード新人男優賞受賞。
2012年2月22日、シングル「sense of wonder」で本人名義での歌手としてデビュー。同年4月18日、2011年度ファミ通アワード男性キャラクターボイス賞受賞。同年12月27日、ノン子とのび太のアニメスクランブル第22回最優秀男性声優賞。
2013年3月1日、第7回声優アワード主演男優賞受賞。同年3月23日、東京アニメアワード2013個人部門声優賞受賞。同年5月10日、アニメージュ第35回アニメグランプリ声優部門にてグランプリ受賞。同年9月末にアーツビジョンからヴィムスに移籍。
2014年3月1日、第8回声優アワード主演男優賞受賞（史上初の2年連続の受賞）。同年5月10日、アニメージュ第36回アニメグランプリ声優部門にてグランプリ受賞。同年10月11日、『ニュータイプアニメアワード2014』にて男性声優賞を受賞。
2015年4月22日、2014年度ファミ通アワード男性キャラクターボイス賞受賞。同年12月30日、ノン子とのび太のアニメスクランブル第25回最優秀男性声優賞。
2018年5月、河出書房新社 14歳の世渡り術より『いつかすべてが君の力になる』を出版し、累計7万部を発行する。その後コミカライズが決定し、『Sho-Comi』にて連載。
2019年6月23日、竹達彩奈との結婚を発表。同年、第6回Yahoo!検索大賞声優部門賞受賞。
2022年、2023年にクランチロール・アニメアワードにて『進撃の巨人』エレン・イェーガー役として最優秀声優賞日本語部門を受賞。

## 人物・エピソード
中学生の時に「声優という仕事は何について学んでもどんなことを頑張っても全部自分の力になる」という言葉を知り、声優を志す。中学生だった当時は通える声優養成所も無かったため、漫画を音読することから始めた。高校に入学する直前に友達から養成所に無料で通えるオーディションに誘われ、合格したのをきっかけに養成所に通い始めた。高校時代には、演劇部に所属していた。
代永翼と「BRAVE WING」、寺島拓篤・堀江一眞・阿部敦と共に「G.Addict」というユニットを組んでいる。
尊敬する声優は山寺宏一と林原めぐみ、三ツ矢雄二、石田彰。また、三ツ矢がマイケル・J・フォックスを吹き替えた『バック・トゥ・ザ・フューチャー』、石田がレオナルド・ディカプリオを吹き替えた『タイタニック』についても「憧れで、かつ尊敬している」と公言しており、当時既に声優を目指しはじめていた梶は後者を録画した自前のビデオテープを鑑賞しながら台詞を書き起こし、音を消した上で同バージョンのアフレコの真似をしていたと回想している。9歳下の妹がいる。
仲が良い声優に代永翼、下野紘などがいる。特に下野紘とは『下野紘&梶裕貴のRadio Misty』をきっかけに互いにゆうたん、ひろたんと呼び合い「しもかじ」と呼ばれるほどの仲である。また、『機界戦隊ゼンカイジャー』でガオーンのスーツアクターを務めた蔦宗正人とは連絡を定期的に取り合う仲になり、自身の誕生日にはガオーンカラーの靴をプレゼントされたという。
趣味は旅行。資格は普通自動車免許。幼少期には「戦隊ヒーローになりたい」という夢を持ち、幼稚園のころは友人と喧嘩をしてまでレッド役を取り合うほどであったというが、『ゼンカイジャー』でイエロー役を演じてからはイエローが大好きになったという。
人間の心と脳に癒しの効果を与える「1/fゆらぎ」の響きの声を持つ。

### NOMORE 無断生成AI
2024年、山寺宏一ら他の有名声優26名と共同で、本人に無断で学習・生成される生成AI音声や映像に反対する有志の会として「NOMORE 無断生成AI」を結成し、啓発動画を公開した。声明文では「やった覚えのない朗読や歌、そして声そのものが、ネット上に公開され、時に販売」される現状への強い懸念が表明され、「平和的な認識のすり合わせのための議論を有識者も交えて行い、文化的なルール作り」を行うことを提言した。
無断生成AIに抗議する一方で、公式にライセンスを与えた合成音声ソフト開発を進めている。

## 出演
太字はメインキャラクター。

### テレビアニメ
2006年
- 桜蘭高校ホスト部（右京千影）
- きらりん☆レボリューション（松嶋崇、保）
- 金色のコルダ〜primo passo〜（普通科男子、生徒）
- ふしぎ星の☆ふたご姫 Gyu!（2006年 - 2007年、部員C、部員A、係員男、キフネ）
- 少年陰陽師（随身、妖異〈三〉、夜盗〈一〉、見物人、検非違使〈一〉 他）
- モンすたージオ（てんきんぐ・もくぜき）

2007年
- エル・カザド（若者B）
- Over Drive（篠崎ミコト）
- 機神大戦ギガンティック・フォーミュラ（ハヴィ・アナヤ）
- 月面兎兵器ミーナ（キャッチャー）
- 蒼天の拳（少年・太炎）
- ナイトウィザード The ANIMATION（ロンギヌス）
- ぷるるんっ!しずくちゃん（2007年 - 2008年、海彦君） - 2シリーズ
- ぽてまよ（男子A）

2008年
- イナズマイレブン（2008年 - 2013年、一之瀬一哉、不動明王、南沢篤志、駒沢恭馬 / コーマ、厚石茂人 / ヒート、沖田総司、リュー・スケール 他） - 4シリーズ
- 今日からマ王!（側近）
- 黒執事（2008年 - 2025年、フィニアン） - 5シリーズ
- D.C.II S.S. 〜ダ・カーポII セカンドシーズン〜（生徒）
- のらみみ2（タロウ）
- ひだまりスケッチ×365（男子生徒）
- MAJOR 4th season（クリストファー・ウィリアムス）
- ヤッターマン（第2作）（花婿）
- 夜桜四重奏 〜ヨザクラカルテット〜（2008年 - 2013年、比泉秋名） - 2シリーズ

2009年
- アラド戦記〜スラップアップパーティー〜（ポキン）
- ミラクル☆トレイン〜大江戸線へようこそ〜（汐留行）

2010年
- SDガンダム三国伝 Brave Battle Warriors（劉備ガンダム）
- オオカミさんと七人の仲間たち（猫宮三郎、男生徒）
- おおきく振りかぶって 〜夏の大会編〜（シュン）
- おとめ妖怪 ざくろ（花桐丸竜）
- STAR DRIVER 輝きのタクト（2010年 - 2011年、タクミ・タケオ / ソードスター）
- デュラララ!!（2010年 - 2016年、遊馬崎ウォーカー、黄巾賊Y） - 4シリーズ
- 爆丸バトルブローラーズ ニューヴェストロイア（ガス・グラヴ）
- バトルスピリッツ 少年激覇ダン（若いブルストム）
- FAIRY TAIL（2010年 - 2019年、リオン・バスティア） - 3シリーズ
- ロビンくんと100人のお友達（フィリップ、フランク、ライオン）

2011年
- 青の祓魔師（2011年 - 2025年、三輪子猫丸、颶風） - 5シリーズ
- UN-GO（小説家）
- 君と僕。（2011年 - 2012年、あきら） - 2シリーズ
- ギルティクラウン（桜満集）
- C3 -シーキューブ-（夜知春亮）
- ダンボール戦機（2011年 - 2013年、灰原ユウヤ） - 2シリーズ
- デッドマン・ワンダーランド（鷹見羊）
- NO.6（紫苑）
- 花咲くいろは（種村孝一）
- みつどもえ 増量中!（緒方一郎太）
- ロウきゅーぶ!（2011年 - 2013年、長谷川昴） - 2シリーズ

2012年
- アクエリオンEVOL（アマタ・ソラ）
- 機動戦士ガンダムAGE（マシル・ボイド、レオ・ルイス）
- アクセル・ワールド（ハルユキ〈有田春雪 / シルバー・クロウ〉）
- イクシオン サーガ DT（バリアシオン）
- K（2012年 - 2015年、十束多々良） - 2シリーズ
- 灼眼のシャナIII-FINAL-（『群魔の召し手』サウスバレイ）
- 新世界より（朝比奈覚）
- 好きっていいなよ。（早川駆流）
- 男子高校生の日常（眼鏡）
- 超訳百人一首 うた恋い。（藤原定家）
- 謎の彼女X（上野公平）
- ハイスクールD×D（2012年 - 2018年、兵藤一誠） - 4シリーズ
- バクマン。（小杉達朗）
- ポケットモンスター ベストウイッシュ シーズン2（バージル）
- マギ（2012年 - 2014年、アリババ・サルージャ） - 2シリーズ
- LUPIN the Third -峰不二子という女-（オスカー / イゾルテ）

2013年
- 革命機ヴァルヴレイヴ（クーフィア） - 2シリーズ
- ガリレイドンナ（ガリレオ・ガリレイ）
- 進撃の巨人（2013年 - 2023年、エレン・イェーガー） - 8シリーズ
- 絶園のテンペスト（羽村めぐむ）
- DIABOLIK LOVERS（2013年 - 2015年、逆巻カナト） - 2シリーズ
- BROTHERS CONFLICT（朝日奈弥）
- ブラッドラッド（ハイドラ・ネル）
- 変態王子と笑わない猫。（横寺陽人）
- WHITE ALBUM2（小木曽孝宏）
- ポケットモンスター XY（2013年 - 2016年、シトロン、ジガルデ・コア / プニちゃん） - 2シリーズ + 特別編
- ポケットモンスター ミュウツー 〜覚醒への序章〜（バージル）
- まおゆう魔王勇者（貴族子弟）
- 機巧少女は傷つかない（フェリクス・キングスフォート）

2014年
- アオハライド（馬渕洸）
- 神々の悪戯（アヌビス・マアト）
- クレヨンしんちゃん（宅配便の男、不倫相手）
- 四月は君の嘘（相座武士）
- ストライク・ザ・ブラッド（天塚汞）
- スペース☆ダンディ（プリンス）
- それいけ!アンパンマン（とうふくん〈2代目〉）
- ダイヤのA（2014年 - 2020年、成宮鳴） - 3シリーズ
- 東京喰種トーキョーグール（2014年 - 2018年、霧嶋絢都） - 4シリーズ
- 曇天に笑う（曇空丸）
- 七つの大罪（2014年 - 2021年、メリオダス、ゼルドリス、ワンドル） - 4シリーズ + 特別編
- ナンダカベロニカ（ツトム）
- ニセコイ（2014年 - 2015年、舞子集、Dr.マイコー） - 2シリーズ
- 信長協奏曲（明智光秀〈織田信長〉）
- ノブナガ・ザ・フール（トヨトミ・ヒデヨシ）
- ノラガミ（2014年 - 2015年、雪音） - 2シリーズ
- ハイキュー!!（2014年 - 2020年、孤爪研磨） - 3シリーズ
- バディ・コンプレックス（フロム・ヴァンタレイ）
- ばらかもん（神崎康介）
- ブラック・ブレット（里見蓮太郎）
- 鬼灯の冷徹（2014年 - 2018年、源義経） - 2シリーズ
- みんな集まれ!ファルコム学園（2014年 - 2015年、アドル・クリスティン） - 2シリーズ
- 名探偵コナン（2014年 - 2021年、伊藤善文、赤井秀一〈17年前〉）
- 弱虫ペダル（2014年 - 2017年、有丸シュンヤ、こうたろー） - 2シリーズ
- ワールドトリガー（2014年 - 2022年、三雲修） - 3シリーズ

2015年
- アルスラーン戦記（2015年 - 2016年、ヒルメス） - 2シリーズ
- うしおととら（十郎）
- 血界戦線（マーティン）
- 進撃!巨人中学校（エレン・イェーガー）
- 蒼穹のファフナー EXODUS（西尾暉） - 2シリーズ
- 探偵チームKZ事件ノート（砂原翔）
- 忍たま乱太郎（2015年 - 2025年、浜守一郎）
- 放課後のプレアデス（みなとの友人）
- ワンパンマン（2015年 - 2019年、音速のソニック） - 2シリーズ

2016年
- 亜人（中村慎也）
- Occultic;Nine -オカルティック・ナイン-（我聞悠太）
- キズナイーバー（阿形勝平）
- 逆転裁判 〜その「真実」、異議あり!〜（2016年 - 2019年、成歩堂龍一、シグナルブルー） - 2シリーズ
- クラシカロイド（2016年 - 2018年、モーツァルト） - 2シリーズ
- 甲鉄城のカバネリ（逞生） - 2016年 - 2017年に総集編前後編を劇場上映
- SERVAMP-サーヴァンプ-（クロ）
- 3ねんDぐみガラスの仮面（桜小路優）
- ジョーカー・ゲーム（波多野）
- ジョジョの奇妙な冒険（2016年 - 2018年、広瀬康一） - 2シリーズ
- 私立らいよん学園（桜ノ宮りよん）
- Dimension W（ハルカ・シーマイヤー）
- ツキウタ。 THE ANIMATION（2016年 - 2020年、師走駆） - 2シリーズ
- ノルン+ノネット（結賀駆）
- ばなにゃ（2016年 - 2019年、ばなにゃ、くろばなにゃ、けながばにゃ、おやじばなにゃ、みけばなにゃ、玉ねぎ頭のおばさん、雪山のおじさん） - 2シリーズ
- 不機嫌なモノノケ庵（2016年 - 2019年、芦屋花繪） - 2シリーズ
- 僕のヒーローアカデミア（2016年 - 2024年、轟焦凍） - 7シリーズ

2017年
- ドラえもん（テレビ朝日版第2期）（タヌキ）
- 最遊記RELOAD BLAST（タムロ）
- DIVE!!（坂井知季）
- コンビニカレシ（佐名木凪瑳）
- aiseki MOGOL GIRL（まさぴー）
- 食戟のソーマ（2017年 - 2020年、久我照紀） - 4シリーズ
- 牙狼〈GARO〉-VANISHING LINE-（リカルド）
- Code:Realize 〜創世の姫君〜（フィーニス）
- UQ HOLDER! 〜魔法先生ネギま!2〜（真壁源五郎）
- いつだって僕らの恋は10センチだった。（望月蒼太）
- 少女終末旅行（自律機械）
- 妖怪ウォッチ（2017年 - 2023年、フユニャン） - 3シリーズ

2018年
- からかい上手の高木さん（2018年 - 2022年、西片、イケ男） - 3シリーズ
- 博多豚骨ラーメンズ（林憲明）
- ポプテピピック（2018年 - 2021年、ピピ美〈第6話Bパート / 再放送・リミックス版第5話Bパート〉）
- 伊藤潤二『コレクション』（束野稜）
- イナズマイレブン アレスの天秤 / オリオンの刻印（2018年 - 2019年、小僧丸サスケ、不動明王、一之瀬一哉） - 2シリーズ
- ニル・アドミラリの天秤（尾崎隼人）
- ひそねとまそたん（小此木榛人）
- 遊☆戯☆王VRAINS（2018年 - 2019年、穂村尊 / Soulburner）
- 銀河英雄伝説 Die Neue These 邂逅（ユリアン・ミンツ）
- ヲタクに恋は難しい（二藤尚哉）
- 斉木楠雄のΨ難（明智透真） - 1シリーズ + 完結編
- ラストピリオド -終わりなき螺旋の物語-（衣更真緒）
- 千銃士（ケンタッキー）
- ソードアート・オンライン オルタナティブ ガンゲイル・オンライン（プレーヤー）
- ロード オブ ヴァーミリオン 紅蓮の王（神名千尋）
- 邪神ちゃんドロップキック（さぼうるのマスター）
- 夢王国と眠れる100人の王子様（ハーツ）

2019年
- MIX（2019年 - 2023年、立花投馬） - 2シリーズ
- 鬼滅の刃（2019年 - 2024年、錆兎） - 2シリーズ
- キャロル&チューズデイ（ヨシュア）
- あんさんぶるスターズ!（衣更真緒）
- ブンボーグ009（ブンボーグ009）
- あひるの空（2019年 - 2020年、車谷空）
- スタンドマイヒーローズ PIECE OF TRUTH（夏目春）
- PSYCHO-PASS サイコパス 3（慎導灼）
- ねこねこ日本史（2019年 - 2020年、三好政康、兼好法師、光猫氏）

2020年
- うちタマ?! 〜うちのタマ知りませんか?〜（ノラ）
- ドロヘドロ（13）
- 宝石商リチャード氏の謎鑑定（ヘンリー・クレアモント）
- 白猫プロジェクト ZERO CHRONICLE（闇の王子）
- もっと!まじめにふまじめ かいけつゾロリ（2020年 - 2022年、ビート） - 3シリーズ
- 体操ザムライ（南野鉄男）
- 妖怪学園Y 〜Nとの遭遇〜（アナン）
- ドラゴンクエスト ダイの大冒険 (2020)（2020年 - 2022年、ヒュンケル）
- とーとつにエジプト神（トト ） - 2シリーズ

2021年
- BEASTARS（ピナ）
- バック・アロウ（バック・アロウ）
- ちびまる子ちゃん（裕治）
- アニ×パラ〜あなたのヒーローは誰ですか〜（純）
- ましろのおと（梶貴臣）
- 王様ランキング（2021年 - 2023年、ダイダ） - 2シリーズ
- メガトン級ムサシ（2021年 - 2023年、金田一巧） - 2シリーズ

2022年
- 平家物語（源義経）
- ポケットモンスター（シトロン）
- 理系が恋に落ちたので証明してみた。r=1-sinθ（クリス・フロレット）
- ラブオールプレー（内田輝）
- VAZZROCK THE ANIMATION（師走駆）

2023年
- うる星やつら (2022)（2023年 - 2024年、水乃小路飛麿） - 2シリーズ
- 文豪ストレイドッグス（条野採菊） - 2シリーズ
- ユーチューニャー（ともネコ）
- マッシュル-MASHLE-（2023年 - 2024年、レイン・エイムズ） - 2シリーズ
- SYNDUALITY Noir（2023年 - 2024年、ヴァイスハイト） - 2シリーズ
- でこぼこ魔女の親子事情（ケッツ）
- アンデッドアンラック（2023年 - 2024年、リップ）
- 七つの大罪 黙示録の四騎士（2023年 - 2024年、メリオダス、ゼルドリス） - 2シリーズ

2024年
- 異修羅（2024年 - 2025年、柳の剣のソウジロウ） - 2シリーズ
- 僕の心のヤバイやつ（鵠沼直）
- となりの妖怪さん（大石ぶちお）
- 忘却バッテリー（山田太郎）
- Unnamed Memory（2024年 - 2025年、ヴァルト） - 2シリーズ
- シンカリオン チェンジ ザ ワールド（2024年 - 2025年、仮面の男 / 工部レイジ）
- ザ・ファブル（河合ユウキ）
- 現代誤訳（猩寺直生〈会社員、夫、ライデン、短パンアロハの男〉）
- キン肉マン 完璧超人始祖編（2024年 - 2025年、ウォーズマン〈ニコライ〉） - 2シリーズ

2025年
- アオのハコ（松岡一馬）
- 謎解きはディナーのあとで（影山、ダイキョー皇帝）
- 戦隊大失格（若葉京助）
- 美男高校地球防衛部ハイカラ!（不破俊輝 / シベリア男）

2026年
- MAO（摩緒）

### 劇場アニメ
2010年
- 劇場版イナズマイレブン 最強軍団オーガ襲来（一之瀬一哉、ブボ・トランガス）
- 蒼穹のファフナー HEAVEN AND EARTH（西尾暉）
- 超電影版SDガンダム三国伝 〜Brave Battle Warriors〜（劉備ガンダム）

2011年
- 劇場版イナズマイレブンGO 究極の絆 グリフォン（不動明王）
- トワノクオン（カオル）

2012年
- 青の祓魔師 ―劇場版―（三輪子猫丸）
- ベルセルク 黄金時代篇（2012年 - 2013年、ジュドー） - 3部作
- 劇場版 BLOOD-C The Last Dark（藤村駿）
- 劇場版イナズマイレブンGO vs ダンボール戦機W（灰原ユウヤ、不動明王）

2013年
- 劇場版 花咲くいろは HOME SWEET HOME（種村孝一）

2014年
- イナズマイレブン 超次元ドリームマッチ（不動明王）
- 劇場版 K MISSING KINGS（十束多々良）
- サンタ・カンパニー（ベル・クリスタル）
- ポケモン・ザ・ムービーXY 破壊の繭とディアンシー（シトロン）
- 劇場版 進撃の巨人（2014年 - 2018年、エレン・イェーガー） - 3作品
- ピカチュウ、これなんのカギ?（シトロン）
- 映画 妖怪ウォッチ 誕生の秘密だニャン!（フユニャン、デカニャン、ダークニャン）

2015年
- 映画 妖怪ウォッチ エンマ大王と5つの物語だニャン!（フユニャン、ダークニャン）
- GAMBA ガンバと仲間たち（ガンバ）
- ポケモン・ザ・ムービーXY 光輪の超魔神 フーパ（シトロン）

2016年
- アクセル・ワールド INFINITE∞BURST（ハルユキ〈有田春雪 / シルバー・クロウ〉）
- 亜人 -衝突-（中村慎也）
- 映画 妖怪ウォッチ 空飛ぶクジラとダブル世界の大冒険だニャン!（フユニャン）
- GANTZ:O（玄野計）
- 告白実行委員会〜恋愛シリーズ〜（望月蒼太） - 2作品
- ポケモン・ザ・ムービーXY&Z ボルケニオンと機巧のマギアナ（シトロン）

2017年
- 劇場版 黒執事 Book of the Atlantic（フィニアン）
- ゴーちゃん。〜モコとちんじゅうの森の仲間たち〜（キンちゃん）
- 虐殺器官（アレックス）
- 打ち上げ花火、下から見るか? 横から見るか?（稔）
- BLAME!（アツジ）
- きみの声をとどけたい（小動大悟）
- 劇場版 はいからさんが通る（2017年 - 2018年、藤枝蘭丸） - 前後編
- GODZILLA（2017年 - 2018年、アダム・ビンデバルト） - 3部作
- RedAsh -GEARWORLD-（ベック）
- 曇天に笑う〈外伝〉 〜決別、犲の誓い〜（曇空丸）

2018年
- さよならの朝に約束の花をかざろう（クリム）
- ゴーちゃん。〜モコと氷の上の約束〜（キンちゃん）
- 劇場版 SERVAMP-サーヴァンプ- -Alice in the Garden-（クロ）
- 劇場版 ひらがな男子 序（2018年、「あ」）
- PEACE MAKER 鐵（市村鉄之助〈青年期〉） - 2作品
- ニンジャバットマン（ロビン）
- K SEVEN STORIES Episode 1「R:B 〜BLAZE〜」（十束多々良）
- 僕のヒーローアカデミア THE MOVIE（2018年 - 2019年、轟焦凍） - 3作品
- 劇場版 七つの大罪（2018年 - 2021年、メリオダス） - 2作品

2019年
- あした世界が終わるとしても（狭間真）
- 映画 プリキュアミラクルユニバース（ヤンゴ）
- 名探偵コナン 紺青の拳（リシ・ラマナサン）
- 甲鉄城のカバネリ 海門決戦（逞生）
- 天気の子（高井刑事）
- 二ノ国（ダンパ）
- キミだけにモテたいんだ。（司会）

2020年
- PSYCHO-PASS サイコパス 3 FIRST INSPECTOR（慎導灼）

2022年
- グッバイ、ドン・グリーズ!（トト〈御手洗北斗〉）
- 映画ドラえもん のび太の宇宙小戦争 2021（ロコロコ）
- あんさんぶるスターズ!!-Road to Show!!-（衣更真緒）
- バブル（カイ）
- 劇場版 からかい上手の高木さん（西片）
- ONE PIECE FILM RED（ヨルエカ）
- 映画かいけつゾロリ ラララ♪スターたんじょう（ビート）
- かがみの孤城（ウレシノ / 嬉野遥）

2023年
- 妖怪ウォッチ♪ ジバニャンvsコマさん もんげー大決戦だニャン（フユニャン）
- 劇場版 PSYCHO-PASS サイコパス PROVIDENCE（慎導灼）
- 劇場版 Collar×Malice -deep cover-（岡崎契） - 前後編

2024年
- 劇場版ハイキュー!! ゴミ捨て場の決戦（孤爪研磨、孤爪研磨〈子供時代〉）
- RABBITS KINGDOM THE MOVIE（師走駆）
- 劇場版モノノ怪 唐傘（三郎丸）
- 機動戦士ガンダム:銀灰の幻影（フィグジィ・フィクス）
- 映画 イナズマイレブン総集編 伝説のキックオフ（一之瀬一哉）

### OVA
2009年
- HELLSING（童顔神父）

2010年
- エア・ギア 黒の羽と眠りの森 -Break on the sky- Trick1（奏音）
- グラール騎士団（2010年 - 2011年、ナイル） - 2作品
- Peeban（フラフィー）
- 夜桜四重奏 〜ホシノウミ〜（比泉秋名）

2011年
- Baby Princess 3Dぱらだいす0（ラブ）（陽太郎）

2012年
- アクセル・ワールド（ハルユキ）
- 一発必中!! デバンダー（春風一馬 / デバンダー）
- この男子、人魚ひろいました。（川内洲）
- サクラ大戦奏組（桐朋源三郎） - コミックス第1巻アニメDVD付き初回限定版
- C3 -シーキューブ-（夜知春亮） - BD/DVD第5巻TV未放送話
- 謎の彼女X〜謎の夏祭り〜（上野公平） - コミック第9巻DVD付き限定版
- ハイスクールD×D（2012年 - 2015年、兵藤一誠） - 小説第13・15・DX.1・DX.2巻BD付限定版

2013年
- 進撃の巨人（2013年 - 2018年、エレン・イェーガー） - コミックス第12 - 14巻、26巻限定版
- 夜桜四重奏 〜ヨザクラカルテット〜「ミナカナ箱根編」（比泉秋名） - コミックス第14 - 16巻OAD付き限定版
- ロウきゅーぶ!（長谷川昴） - PSPソフト『ロウきゅーぶ! ひみつのおとしもの』限定版

2014年
- アオハライド（馬渕洸） - コミックス第11・12巻OAD付き限定版
- ZEPHYR（メイサ）
- ニセコイ（舞子集 / Dr.マイコー） - コミックス第14・16・17・21巻DVD付き同梱版に収録
- ノラガミ（雪音） - コミックス10-11・15・16巻DVD付き特別版に収録

2015年
- 黒執事 Book of Murder（フィニアン）
- 創勢のアクエリオンEVOL（アマタ・ソラ）
- 四月は君の嘘（相座武士） - コミックス第11巻DVD付き同梱版に収録
- DIABOLIK LOVERS（逆巻カナト） - PlayStation Vita『DIABOLIK LOVERS DARK FATE』アニメイト限定セット
- デュラララ!!×2（2015年 - 2016年、遊馬崎ウォーカー）
- 七つの大罪 英雄たちの戯れ 〜番外編集〜（メリオダス） - コミックス第16巻DVD付き同梱版に収録
- ハイキュー!!（2015年 - 2020年、孤爪研磨） - コミックス第15巻アニメDVD付予約限定版、OVA『陸 VS 空』
- 鬼灯の冷徹（源義経） - コミックス第17巻DVD付き同梱版に収録

2016年
- 亜人「File:00 中村慎也事件」（中村慎也） - コミックス第8巻DVD付き特別版に収録
- 終わりのセラフ「吸血鬼シャハル」（シャハル） - コミックス第11巻DVD付き特別版に収録
- クビキリサイクル 青色サヴァンと戯言遣い（ぼく）
- ジョーカー・ゲーム 黒猫ヨルの冒険 上 / 下（波多野）

2017年
- 岸辺露伴は動かない（2017年 - 2020年、広瀬康一）

2018年
- イナズマイレブン Reloaded（一之瀬一哉）
- からかい上手の高木さん（西片） - コミックス第9巻OAD付き特別版

2019年
- ヲタクに恋は難しい（2019年 - 2021年、二藤尚哉） - 単行本第7・10・11巻OAD付き特装版
- 銀河英雄伝説 Die Neue These（2019年 - 2022年、ユリアン・ミンツ） - 2作品

2023年
- 蒼穹のファフナー BEHIND THE LINE（西尾暉）
- スタンドマイヒーローズ WARMTH OF MEMORIES（夏目春）

### Webアニメ
2011年
- 武装中学生（黒部カズキ）

2014年
- 攻殻機動隊 ARISE（チャンネル5.5版）（バトー）
- 神羅万象〜天地神明の章〜（アポロ）
- のだめカンタービレ（チャンネル5.5版）（千秋）
- スシニンジャ（イクラ）

2015年
- オシリスの天秤（暗殺者）
- スーパーショートコミックス（田中）

2016年
- イナズマイレブン アウターコード（2016年 - 2017年、押矢万部、不動明王）

2017年
- ソウタイセカイ（狭間真 / ジン）

2018年
- 食べちゃったっていいのにな!（ふぁぁむ先生）
- B: The Beginning（2018年 - 2021年、黒羽） - 2シリーズ

2019年
- 無限の住人-IMMORTAL-（天津影久〈少年時代〉）
- 斉木楠雄のΨ難 Ψ始動編（明智透真）

2020年
- アグレッシブ烈子（聖弥）
- とーとつにエジプト神（2020年 - 2021年、トト）

2022年
- もっと!まじめにふまじめ かいけつゾロリ ゾロリのへや（ビート）
- 七つの大罪 怨嗟のエジンバラ（2022年 - 2023年、メリオダス）

2023年
- 伊藤潤二『マニアック』（白崎五郎）
- 大奥（玉栄）
- 悪魔くん（二代目悪魔くん / 埋れ木一郎）

2024年
- ライジングインパクト（クエスター・フェニックス） - 2シリーズ

### ゲーム
2004年
- 帝国千戦記（彰欄）

2005年
- SHINSENGUMI 〜幕末幻想恋愛奇譚〜（谷周平）
- ファントム・キングダム
- リアライズ -Panorama Luminary-（ゼン）

2006年
- ココカン（Pidog、Moos）

2007年
- 死角探偵 空の世界 〜Thousand Dreams〜（空）
- ソウルクレイドル 世界を喰らう者（コーホート）

2008年
- カヌチ 白き翼の章（クガミ・タカマハラ）
- クリムゾン・エンパイア〜Circumstance to serve a noble〜（コールドナード＝ベネッサ / ユージーン）
- 幻想水滸伝ティアクライス（主人公、名も無き英雄）
- ティアーズ・トゥ・ティアラ 花冠の大地
- ペーパーマン（ハヤテ）
- ライフウィズアイドル（2008年 - 2009年、天見由宇） - 2作品

2009年
- アガレスト戦記ZERO（レオニス）
- アンティフォナの聖歌姫 〜天使の楽譜 Op.A〜（ルイス〈ルイルイ〉）
- イナズマイレブンシリーズ（2009年 - 2010年、一之瀬一哉、不動明王） - 2作品
- カヌチ 黒き翼の章（クガミ・タカマハラ）
- 痕 -きずあと-（阿部貴之）
- クリムゾン・ロワイヤル〜Circumstance to serve a noble〜（コールドナード＝ベネッサ / ユージーン）
- 黒執事 Phantom & Ghost（フィニアン）
- 恋する私の王子様（町田蓮）
- ファイナルファンタジーXIII（ホープ・エストハイム）
- Lucian Bee's RESURRECTION SUPERNOVA（リィ・カトル〈六花執〉）

2010年
- アガレスト戦記ZERO Dawn of War（レオニス）
- あすか! 〜僕ら星灯高校野球団〜（空谷光）
- アンティフォナの聖歌姫 〜天使の楽譜 Op.A〜（ルイス、ルイルイ）
- うたの☆プリンスさまっ♪（2010年 - 2011年、来栖薫） - 2作品
- カヌチ 二つの翼（クガミ・タカマハラ）
- ゴッドイーター バースト（小川シュン）
- STORM LOVER（寅谷立夏）
- デュラララ!! 3way standoff（遊馬崎ウォーカー）
- 東京鬼祓師 鴉乃杜學園奇譚（宝方蒐）
- 原宿探偵学園 スチールウッド（美里響）
- WHITE ALBUM2（小木曽孝宏）
- BLUE ROSES 〜妖精と青い瞳の戦士たち〜（ロシェ）
- FAIRY TAIL PORTABLE GUILD（リオン・バスティア）
- 猛獣使いと王子様（2010年 - 2011年、エリク） - 3作品
- 恋愛番長 命短し、恋せよ乙女! Love is Power（プリティ番長）
- Lucian Bee's JUSTICE YELLOW / EVIL VIOLET（リィ・カトル〈六花執〉）
- WHITE ALBUM2 -introductory chapter-（小木曽孝宏）
- SDガンダム三国伝 BraveBattleWarriors 真三璃紗大戦（劉備ガンダム）

2011年
- アンジェリーク 魔恋の六騎士（ショナ）
- いざ、出陣! 恋戦（石田三成）
- イナズマイレブンGOシリーズ（2011年 - 2012年、南沢篤志、不動明王、沖田総司） - 2作品
- イナズマイレブン ストライカーズ（2011年 - 2012年、不動明王、一之瀬一哉、ヒート、ブボー、南沢篤志、ジャンルカ・ザナルディ、フォクス、リュー・スケール） - 3作品
- SDガンダム GGENERATION WORLD（劉備ガンダム）
- 最後の約束の物語（カイン）
- STAR DRIVER 輝きのタクト 銀河美少年伝説（タクミ・タケオ / ソードスター）
- STORM LOVER 夏恋!!（寅谷立夏）
- 戦律のストラタス（宇佐美洵）
- ToHeart2 ダンジョントラベラーズ（河野貴明）
- ToHeart2 DX PLUS（河野貴明）
- ダンボール戦機 シリーズ（2011年 - 2013年、灰原ユウヤ） - 3作品
- デビルサバイバー オーバークロック（ケイスケ）
- デュラララ!! 3way standoff "mob"（遊馬崎ウォーカー）
- TOKYOヤマノテBOYS HONEY MILK（ルーシー）
- TOKYOヤマノテBOYS SUPER MINT（ルーシー）
- TOKYOヤマノテBOYS DARK CHERRY（ルーシー）
- ナノダイバー（ナノダイバー）
- 華鬼 〜恋い初める刻 永久の印〜（早咲水羽）
- ファイナルファンタジーXIII-2（ホープ・エストハイム）
- ファイナルファンタジー零式（エース）
- FAIRY TAIL PORTABLE GUILD 2（リオン）
- 文明開華葵座異聞録（荒銀淋）
- 魔法少女リリカルなのはA's PORTABLE -THE GEARS OF DESTINY-（トーマ・アヴェニール）
- レイトン教授と奇跡の仮面（ブルーマイル）
- ロウきゅーぶ!（長谷川昴）
- WHITE ALBUM2 -closing chapter-（小木曽孝宏）

2012年
- 青の祓魔師 幻刻の迷宮（ラビリンス）（三輪子猫丸）
- アクセル・ワールド -銀翼の覚醒-（ハルユキ〈有田春雪〉）
- UNDER NIGHT IN-BIRTH（セト）
- イース セルセタの樹海（アドル・クリスティン）
- エクストルーパーズ（ブレン・ターナー）
- L.G.S 〜新説 封神演義〜（太公望）
- グリム・ザ・バウンティハンター（クローネ＝フロッシュ）
- 幻想水滸伝 紡がれし百年の時（ゼフォン）
- 恋は校則に縛られない!（朝霧敦士）
- STORM LOVER 快!!（寅谷立夏）
- 戦国大戦 シリーズ（北条氏政、島津家久、毛利隆元、相良義陽、石田三成、豊臣秀長、鬼庭綱元、SS織田吉法師） - 2作品
- DIABOLIK LOVERS（逆巻カナト）
- デビルサマナー ソウルハッカーズ（ユーイチ）
- TOKYOヤマノテBOYS SWEET JELLY BEANS（ルーシー）
- TOKYOヤマノテBOYS BLACK VANILLA（ルーシー）
- バクダン★ハンダン（若狭永遠）
- 華鬼 〜夢のつづき〜（早咲水羽）
- 百鬼夜行〜怪談ロマンス〜（龍田恭介）
- FAIRY TAIL ゼレフ覚醒（リオン・バスティア）
- VAMPIRE SWEETIE（アルゼノン）
- BROTHERS CONFLICT PASSION PINK（朝日奈弥）
- BLACK WOLVES SAGA -Bloody Nightmare-（ラス・ヴォガード） - 2作品
- 文明開華 葵座異聞録 再演（荒銀淋）
- WHITE ALBUM2 幸せの向こう側（小木曽孝宏）
- マギ 運命の迷宮（アリババ・サルージャ）
- 猛獣使いと王子様 〜Snow Bride〜 Portable（エリク）
- 恋愛番長2 Midnight Lesson!（プリティ番長）
- 嫁コレ（汐留行、朝霧敦士、メリオダス）

2013年
- アクセル・ワールド -加速の頂点-（ハルユキ〈有田春雪〉）
- イクシオン サーガ（ヒーローD〈男性〉）
- いっしょにごはん。PORTABLE（米田光）
- 神々の悪戯（アヌビス・マアト）
- 銀魂のすごろく（新島六彦）
- 進撃の巨人 〜人類最後の翼〜 / 〜未来の座標〜（2013年 - 2017年、エレン・イェーガー） - 3作品
- ジョジョの奇妙な冒険 オールスターバトル（ジョニィ・ジョースター）
- 神撃のバハムート（ヴァイト）
- 新星のグランドユニオン（ラファティー・シャンカー）
- 真・女神転生IV（主人公〈フリン〉）
- スーパーロボット大戦UX（西尾暉、劉備ガンダム）
- STORM LOVER 2nd（寅谷立夏）
- セフィロト〜時の世界樹〜（エリク、太公望、逆巻カナト、結賀駆、フィーニス、宇喜多義家、周防壮介、尾崎隼人）
- セブンスドラゴン2020-II
- DIABOLIK LOVERS MORE,BLOOD（逆巻カナト）
- DIABOLIK LOVERS LIMITED V EDITION（逆巻カナト）
- TOKYOヤマノテBOYS Portable SUPER MINT（ルーシー）
- NORN9 ノルン+ノネット（結賀駆、白ヒヨコ）
- ハイスクールD×D（兵藤一誠）
- はつカレッ☆恋愛デビュー宣言!（望月一真）
- 百物語〜怪談ロマンス〜（龍田恭介）
- BROTHERS CONFLICT BRILLIANT BLUE（朝日奈弥）
- 変態王子と笑わない猫。（横寺陽人）
- ベルセルク〜快進撃! 怒涛の傭兵団〜（ジュドー）
- MIND≒0（左京奏）
- マギ はじまりの迷宮（アリババ・サルージャ）
- ライトニング リターンズ ファイナルファンタジーXIII（ホープ・エストハイム、ブーニベルゼ）
- レイトン教授と超文明Aの遺産（ブルーマイル）
- ロウきゅーぶ! ひみつのおとしもの（長谷川昴）
- LORD of VERMILION III（ギデオン）

2014年
- あやかしごはん（2014年 - 2015年、犬嶌詠） - 3作品
- UNDER NIGHT IN-BIRTH Exe:Late（セト）
- 乖離性ミリオンアーサー（ズフタフ、ノイシュ）
- 狼カレシと内緒のスキャンダル（雪宮司）
- 俺の屍を越えてゆけ2（霧ノ摩周）
- 学園K -Wonderful School Days-（十束多々良）
- 禁忌のマグナ（バート）
- コアマスターズ（ジュリアス）
- 恋人は専属SP Love Mission（広末そら）
- Code:Realize 〜創世の姫君〜（フィーニス）
- ゴッドイーター2 ANOTHER EPISODE 防衛班の帰還（小川シュン）
- サウザンドメモリーズ（アポロニウス）
- 三国志パズル大戦（朱桓）
- 白猫プロジェクト（2014年 - 2024年、主人公、メリオダス、エレン、ユベル、轟焦凍、ナナシ）
- ゼルダ無双（リンク）
- 潜入ゲーム 1st Story（キョウ）
- そうるん（ロイ）
- 第3次スーパーロボット大戦Z 時獄篇（アマタ・ソラ）
- チョコットランド（アレス）
- DIABOLIK LOVERS VANDEAD CARNIVAL（逆巻カナト）
- デュラララ!! 3way standoff -alley- V（遊馬崎ウォーカー）
- 電撃文庫 FIGHTING CLIMAX（2014年 - 2015年、里見蓮太郎、ハルユキ） - 2作品
- ドーリィ♪カノン ドキドキ♪トキメキ♪ ヒミツの音楽活動スタートでぇ〜す!!（幸田或人）
- ニセコイ ヨメイリ!?（舞子集）
- ノブナガ・ザ・フール 戦乱のレガリア（トヨトミ・ヒデヨシ）
- NORN9 VAR COMMONS（結賀駆）
- ハイキュー!! 繋げ!頂の景色!!（孤爪研磨）
- ハイスクールD×D NEW FIGHT（兵藤一誠）
- ファンタシースター ノヴァ（ヨミ）
- ペルソナQ シャドウ オブ ザ ラビリンス（善）
- 放課後colorful＊step 〜ぶんかぶ!〜（皇利央）
- ブレイブダッシュ（ドラゴンライダー）
- ボーイフレンド（仮）（守部匡治）
- マギ 新たなる世界（アリババ・サルージャ）
- マギ Dungeon & Magic（アリババ・サルージャ）
- ヤタガラス Attack on Cataclysm（アズール）
- ロウきゅーぶ! ないしょのシャッターチャンス（長谷川昴）
- ワンダーフリック（シェイエル）
- 妖怪ウォッチ2 元祖/本家/真打（フユニャン、ダークニャン、デカニャン）

2015年
- アルスラーン戦記×無双（ヒルメス）
- あんさんぶるスターズ！（2015年 - 2020年、衣更真緒）
- UNDER NIGHT IN-BIRTH Exe:Late[st]（セト）
- オルタンシア・サーガ -蒼の騎士団-（セシル、メリオダス）
- 学園K -Wonderful School Days- V Edition（十束多々良）
- KLAP!! 〜Kind Love And Punish〜（周防壮介）
- クロノス ブレイド（男性主人公）
- グラナド・エスパダ（サリエル・ウィーズリー）
- グランブルーファンタジー（2015年 - 2024年、ヴァイト、白騎士、エレン、轟焦凍）
- 恋する式神（南千夏）
- 恋せよ王子様（ハロルド）
- ゴッドイーター2 レイジバースト（小川シュン）
- PSYCHO-PASS サイコパス 選択なき幸福（アルファ）
- 忍び、恋うつつ ― 雪月花恋絵巻 ―（宇喜多義家）
- 進撃の巨人 盤打 ATTACK ON TYPING（エレン・イェーガー）
- ジョジョの奇妙な冒険 アイズオブヘブン（ジョニィ・ジョースター）
- セブンスドラゴンIII code:VFD（エーグル、キャラクターメイク）
- 戦国修羅SOUL（真田幸村）
- ゼルダ無双 ハイラルオールスターズ（リンク）
- ツキノパーク（師走駆）
- 第3次スーパーロボット大戦Z 天獄篇（アマタ・ソラ）
- Dash!! スシニンジャ（イクラ）
- DIABOLIK LOVERS DARK FATE（逆巻カナト）
- DIABOLIK LOVERS MORE,BLOOD LIMITED V EDITION（逆巻カナト）
- テイルズ オブ ゼスティリア（アン・トルメ）
- デュラララ!! Relay（遊馬崎ウォーカー）
- デュラララ!! the Underside（遊馬崎ウォーカー）
- 七つの大罪 真実の冤罪（メリオダス）
- 七つの大罪 ポケットの中の騎士団（メリオダス）
- ノラガミ—神ト縁—（雪音）
- NORN9 LAST ERA（結賀駆）
- 薄桜鬼 真改 風ノ章（相馬主計）
- ファイアーエムブレムif（タクミ）
- HOUNDS（男性キャラクターボイス）
- 星彼Days -ホシカレ-
- 猛獣使いと王子様 〜Flower & Snow〜（エリク）
- 夢王国と眠れる100人の王子様（ハーツ）
- 妖怪ウォッチバスターズ 赤猫団/白犬隊（フユニャン）
- 妖怪ウォッチ ぷにぷに（2015年 - 、フユニャン、ダークニャン、デカニャン、ソルカ、不動明王、アリババ、小僧丸サスケ、メリオダス、ゼルドリス、エレン・イェーガー）
- ワールドトリガー ボーダーレス ミッション（三雲修）

2016年
- イース VIII -Lacrimosa of DANA-（アドル＝クリスティン）
- 一血卍傑-ONLINE-（ミチザネ）
- エンドライド -X fragments-（ソレント）
- 神々の悪戯 InFinite（アヌビス・マアト）
- Collar×Malice（岡崎契）
- Code:Realize 〜祝福の未来〜（フィーニス）
- STORM LOVER 2nd V（寅谷立夏）
- PsychicEmotion6（木夜椎名）
- Shadowverse（マナリアウィザード・クレイグ、ファングスレイヤー、吸血貴・ヴァイト）
- 進撃の巨人（2016年 - 2018年、エレン・イェーガー）
- 真・女神転生IV FINAL（フリン / 前世の少年、シェーシャ）
- スタンドマイヒーローズ（夏目春）
- DIABOLIK LOVERS LUNATIC PARADE（逆巻カナト）
- 天下統一恋の乱 Love Ballad（徳川家康）
- ドSに恋して 〜スイートルームで秘密の支配〜（吉良静）
- ニル・アドミラリの天秤 帝都幻惑綺譚（尾崎隼人）
- 忍たま乱太郎 ふっとびパズル! の段（浜守一郎）
- NORN9 ACT TUNE（結賀駆）
- ハイキュー!! Cross team match!（孤爪研磨）
- 薄桜鬼 真改 華ノ章（相馬主計）
- BEAST Darling!〜けもみみ男子と秘密の寮〜（九条獅子央）
- ブレス オブ ファイア6 白竜の守護者たち（男性主人公）
- ブレイブリークロニクル（チョコットランドのアレス）
- 文豪とアルケミスト（田山花袋）
- ベルセルク無双（ジュドー）
- 僕のヒーローアカデミア バトル・フォー・オール（轟焦凍）
- マジカルデイズ the Brats’s Parade（トウマ）
- もし、この世界に神様がいるとするならば。（指乃シュリ）
- 妖怪三国志（フユニャン曹操、ソルカ、織田のぶニャが）
- 妖怪ウォッチ3 スシ/テンプラ/スキヤキ（フユニャン、デカニャン、フユニャンエース）
- 輪華ネーション（トーマス・エジソン）
- ワールドトリガー スマッシュボーダーズ（三雲修）
- 戦の海賊（メリオダス）

2017年
- キズナストライカー!（白鳥しょうご）
- 蒼き革命のヴァルキュリア（バジル・サバンジュ）
- ディシディア ファイナルファンタジー オペラオムニア（ホープ・エストハイム、エース）
- ファイアーエムブレム ヒーローズ（2017年 - 2023年、タクミ）
- DIABOLIK LOVERS LOST EDEN（逆巻カナト）
- アクセル・ワールド VS ソードアート・オンライン 千年の黄昏（シルバークロウ）
- KLAP!! 〜Kind Love And Punish〜 Fun Party（周防壮介）
- 異世界でカフェを開店しました。（ジーク・ブラウン）
- 茜さすセカイでキミと詠う（徳川家光）
- 黒騎士と白の魔王（ウィル）
- ツキノパラダイス。（師走駆）
- パラノーマルキス -Paranormal Kiss-（一条帝虎）
- 進撃の巨人 死地からの脱出（エレン・イェーガー）
- ツキトモ。-TSUKIUTA.12 memories-（師走駆）
- キャプテン翼〜たたかえドリームチーム〜（ナトゥレーザ）
- 君と霧のラビリンス（神アケト）
- モンスターストライク（2017年 - 2025年、メリオダス、轟焦凍、フユニャン、エレン・イェーガー / 終尾の巨人、ゼルドリス、三雲修、魔剣戦士ヒュンケル、錆兎、霧嶋絢都、メビウス）
- ニル・アドミラリの天秤 クロユリ炎陽譚（尾崎隼人）
- 忍び、恋うつつ ― 甘蜜花絵巻 ―（宇喜多義家）
- ファイアーエムブレム無双（タクミ）
- ひらがな男子 いつらのこゑ（あ）
- OCCULTIC;NINE（我聞悠太）
- デスティニーチャイルド（パンテオン）
- ミリオンアーサー アルカナブラッド（ゼクス・ジークフリード）
- 妖怪ウォッチバスターズ2 秘宝伝説バンバラヤー ソード/マグナム（フユニャン、デカニャン、フユニャンエース、フユニャンS、フユニャン曹操、ぷにフユ）
- 刀剣乱舞 ONLINE（2017年 - 2024年、日向正宗）
- Code:Realize 〜白銀の奇跡〜（フィーニス）
- クイズRPG 魔法使いと黒猫のウィズ（ジーク、赤髪のヒーロー）

2018年
- ディシディア ファイナルファンタジー NT（エース）
- 逆転オセロニア（メリオダス）
- 妖怪三国志 国盗りウォーズ（フユニャン曹操、ダークニャン曹操、デカニャン曹操、ソルカ）
- アニドルカラーズ（南條和臣）
- 七つの大罪 ブリタニアの旅人（メリオダス）
- CARAVAN STORIES（アドリアス）
- ネギマテ UQ HOLDER! 〜魔法先生ネギま!2〜（真壁源五郎）
- 忍び、恋うつつ ― 万花彩絵巻 ―（宇喜多義家）
- 斉木楠雄のΨ難 妄想暴走 Ψキックバトル（明智透真）
- LOST TRIGGER（クロウ）
- デジモンリアライズ（パンプモン）
- ファンタジーライフ オンライン（グレン）
- 電撃文庫：CROSSING VOID（里見蓮太郎、ハルユキ） - 海外向けアプリゲーム
- 白猫テニス（エレン・イェーガー）
- 僕のヒーローアカデミア One's Justice（轟焦凍）
- フードファンタジー（ワンタン）
- プレカトゥスの天秤（ジャスティン・アボット）
- 〈物語〉シリーズ ぷくぷく（2018年 - 2019年、ぼく〈戯言遣い〉、エレン・イェーガー）
- アルテイルNEO（フェルラート）
- ゲシュタルト・オーディン（如月リク）
- あやかし恋廻り（小泉八雲）
- 夢間集（ヒハク）

2019年
- 共闘ことばRPG コトダマン（2019年 - 2023年、エレン・イェーガー、メリオダス、ゼルドリス、錆兎、孤爪研磨、三雲修、条野採菊、轟焦凍）
- ヴァルキリーアナトミア -ジ・オリジン-（メリオダス）
- スターオーシャン:アナムネシス（エレン・イェーガー）
- 東京クロノス（蔭山哲）
- ヴァリアントフォース（レオン・ダーラキャン）
- 妖怪ウォッチ4 ぼくらは同じ空を見上げている / 4++（フユニャン、女郎蜘蛛に捕らわれたイケメン達）
- イースIX -Monstrum NOX-（アドル）
- 東京喰種: re 【CALL to EXIST】（霧嶋絢都）
- 大乱闘スマッシュブラザーズ SPECIAL（勇者〈DQVIII / エイト〉） - DLC追加キャラクター
- スーパーロボット大戦DD（2019年 - 2024年、クーフィア、ゼンカイガオーン）
- パズル&ドラゴンズ（2019年 - 2022年、エレン・イェーガー、轟焦凍、錆兎、広瀬康一）
- 時の歌-終焉なきソナタ-（ユノ）
- revisions next stage（アゴニア）
- ジョジョの奇妙な冒険 ラストサバイバー（広瀬康一）
- パレットパレード（アルフォンス・マリア・ミュシャ）
- DIABOLIK LOVERS CHAOS LINEAGE（カナト）

2020年
- ジョジョのピタパタポップ（広瀬康一）
- アークナイツ（エアースカーペ）
- De: Lithe 〜忘却の真王と盟約の天使〜（マグニス・ジン・クラウス）
- ONE PUNCH MAN A HERO NOBODY KNOWS（音速のソニック）
- あんさんぶるスターズ!! Basic / Music（2020年 - 2024年、衣更真緒） - 2作品
- 阿卡迪亞（墨陵意、奧洛夫）
- フィーバーダンク（一颯）
- デスカムトゥルー（ホテルのフロント）
- FAIRY TAIL（リオン・バスティア）
- JUMP FORCE（轟焦凍） - DLC追加キャラクター
- ロストアーク（アマン）
- ONE PUNCH MAN 一撃マジファイト（音速のソニック）
- 食物語（四川火鍋）
- HoneyWorks Premium Live（望月蒼太）
- 荒野行動（2020年 - 2021年、エレン・イェーガー、メリオダス）
- サンクタス戦記-GYEE-（グランシー）
- ドラゴンクエスト ダイの大冒険 クロスブレイド（ヒュンケル）

2021年
- 幕末維新 天翔ける恋（坂本龍馬）
- OCTOPATH TRAVELER 大陸の覇者（ステッド）
- ファンタジア・リビルド（兵藤一誠）
- 蒼空ファンタジー（クラス：剣士）
- THE KING OF FIGHTERS ALLSTAR（メリオダス）
- FUSHO-浮生-（護衛・東流）
- 僕のヒーローアカデミア ULTRA IMPACT（轟焦凍）
- イース6 オンライン〜ナピシュテムの匣〜（アドル）
- 未定事件簿（水無瀬夏彦）
- 終末のアーカーシャ（ソロモン）
- ドラゴンクエスト ダイの大冒険 -魂の絆-（ヒュンケル）
- 鬼滅の刃 ヒノカミ血風譚（錆兎）
- Gate of Nightmares（シェリオン）
- ときめきメモリアル Girl's Side 4th Heart（風真玲太）
- メガトン級ムサシ（金田一巧）
- グランサガ（ラス）
- D×2 真・女神転生 リベレーション（メリオダス）

2022年
- 刀剣乱舞無双（日向正宗）
- ゲーム ドラえもん のび太の宇宙小戦争 2021（ロコロコ）
- ポケモンマスターズEX
- スーパーロボット大戦30（流竜馬） - DLC追加キャラクター
- 春ゆきてレトロチカ（西毬真琴）
- マフィア42（マフィア）
- ジョジョの奇妙な冒険 オールスターバトルR（広瀬康一、ジョニィ・ジョースター）
- 遊戯王 デュエルリンクス（Soulburner）
- ノーモア★ヒーローズ3（FU）
- 風のファンタジア（ニーズヘッグ）

2023年
- イース・メモワール -フェルガナの誓い-（アドル・クリスティン）
- 英傑大戦（メリオダス）
- イースX -NORDICS-（アドル・クリスティン）
- インフィニティ ストラッシュ ドラゴンクエスト ダイの大冒険（ヒュンケル）
- 僕のヒーローアカデミア ULTRA RUMBLE（轟焦凍）

2024年
- 百英雄伝（アインリッヒ）
- 銀河英雄伝説 Die Neue Saga（ユリアン・ミンツ）
- フェスティバトル（赤髪のヒーロー）

2025年
- Call of Duty: Mobile（メリオダス）
- ファンタジーライフi グルグルの竜と時を盗む少女（グレン）
- 龍の国 ルーンファクトリー（マウロ）
- 鬼滅の刃 ヒノカミ血風譚2（錆兎）

2026年
- デカポリス（カール・オックスフォード）

### ドラマCD
2007年
- 月面兎兵器ミーナ キャラクターコレクション1（チビ）
- セイント・ビースト 恩讐の章〜聖獣封印〜 第3巻（神官B）
- 高速エイジ（砂沙雨丸）
- チェックメイト（黒のキング）
- JIHAI〜磁海〜（2008年 - 2009年、シオン） - 3作品
- 盗んで♥リ・リ・ス（男性スタッフ）

2008年
- ポーの一族 第6巻（生徒3）
- 伯爵家御用達（桜寮寺〈桜木〉学人）
- 走れ!T校バスケット部（チビ）

2009年
- 逢魔警察 ソラとアラシ（ソラ）
- 夜桜四重奏 〜ヨザクラカルテット〜 ドラマCD1・2（比泉秋名）
- 幻想水滸伝II（ジョウイ）
- ファンタズム（次郎）
- オリンポス（ハインツ）
- 星の王子さま（王子さま）
- グラール騎士団（2009年 - 2010年、ナイル） - 5作品
- いつか天魔の黒ウサギ（2009年 - 2010年、鉄大兎） - 2作品

2010年
- #000000ウルトラブラック Love Me Tender（情報屋）
- 私立クレアール学園 生徒会事件簿〜忘却の会長〜（白鳥萱）
- Lucian Bee's ドラマCD 超新星☆大爆走 CRAZYSUPERNOVA -銀河系アイドルROMANXIA No.1決定戦!?-（リィ・カトル〈六花執〉）
- ヤンデレ天国（ヘブン）〜真誠学園 高等部編〜（翔）
- ストロボ・エッジ ドラマCD vol.1・2（寺田裕太郎）
- 僕たちのスイートドラゴン（火のドラゴン“ラーズ”）
- 乙女系ドラマCD 結局オレらの誰が好きなの!? 生徒会編（空哉）
- STORM LOVER（2010年 - 2013年、寅谷立夏） - 5作品
- 若草物語 -紙ヒコーキに乗って-（エイミー）
- 新撰組ドラマCD 壬生狼真伝 -残月の章-（市村鉄之助）
- 源×平ボーイフレンズ（源義経） - 2作品
- SOUND DRAMA 絶対調律士NoA Vol.1・2（神崎秀人）

2011年
- おとめ妖怪 ざくろ（花桐丸竜） - 2作品
- Wイケ声まつり♥ドラマCD「王子と魔女と姫君と」（指宿元親） - 『花とゆめ』2011年4号付録
- 精神特科 Domus Cordis 〜if-畏怖に苛まれた少年（メル）
- ドラマCD ロウきゅーぶ！（長谷川昴）
- いっしょにごはん。 1 - 6（米田光）
- となりの怪物くん（吉田優山） - 第7巻特装版付属CD
- ZONE-00（2011年 - 2012年、九淨三郎） - 3作品
- 華鬼 〜恋い初める刻 永久の印〜（2011年 - 2012年、早咲水羽） - 2作品
- 学園ベビーシッターズ（鹿島竜一） - 『LaLa』2011年7月号付録
- 猛獣使いと王子様（2011年 - 2014年、エリク） - 3作品
- 不思議の国のアリス〜Alice in Wonderland〜（アリス）
- バラエティCD 大和彼氏 恋の天下は俺が獲る！ 〜東京VS中国編〜（渋谷統）
- グリオットの眠り姫（ライル） - コミックス第1巻限定版付属CD
- いざ、出陣！恋戦（2011年 - 2012年、石田三成） - 2作品
- 三国志LOVERS ドラマCD1 蜀編（張飛）
- 妄想エステIV
- 青ひげ〜異端の貴族〜（アンリ）
- TOKYOヤマノテBOYS（2011年 - 2012年、ルーシー） - 2作品
- 王立王子学園 vol.1 - 3（親指姫の王子様 柊元親）
- 東方妖遊記 -少年王と第一の盟約-（晄）
- BROTHERS CONFLICT（朝日奈弥） - 2作品
- 神々の午睡（リュイ）
- サムライドライブ（九重晴馬）
- パスタマフィア 1（パッパルデッレ）
- ほしいもパラダイス2 〜万能ネギ男を救出せよ！〜（プリンス・オニオン、くさやンキー）
- Magnolia（スイ） - コミックス第3巻ドラマCD付特装版
- 王子はただいま出稼ぎ中（ユート）
- まおゆう魔王勇者（貴族子弟）

2012年
- だめかれ。〜デレ不足彼氏〜（七生橘平）
- いっしょにごはん。あらかると（米田光） - 10作品
- わたしに××しなさい!（霜月晶） - コミックス第8 - 10巻ドラマCD付き特装版
- DIABOLIK LOVERS（2012年 - 2021年、逆巻カナト） - 15作品
- 『アクセル・ワールド』+『ソードアート・オンライン』ドラマCD（ハルユキ / シルバー・クロウ）
- 屍姫（花神旺里） - 第17巻初回限定特装版
- がーるず★パラダイス・逆ハーレムパーティー1（柳）
- 戀々（2012年 - 2014年、如月） - 2作品
- 恋するエクソシスト ドラマCD 〜やくそくのばしょ〜（山際雅）
- 虹色セプテッタ ドラマCD「ワンナイト カーニバル」 DISC-1・2（悠樹駆路）
- スクラッチ!! Disc1 - 3（シュオン）
- ヒカルが地球にいたころ……（帝門ヒカル） - 第5巻ドラマCD付き特装版
- L.G.S 〜新説 封神演義〜 ドラマCD 〜おいでませ妲己島、真夏のリゾート三本勝負！〜（太公望）
- サクラ大戦奏組（2012年 - 2013年、桐朋源三郎） - 2作品
- BLACK WOLVES SAGA（ラス・ヴォガード） - 2作品

2013年
- あやかし緋扇（神山陵） - 2作品
- 少年メイド（日野祐司） - 第6巻ドラマCD付き特装版
- ツキウタ。 ドラマ！ その1・2（師走駆）
- 王立王子学園〜re:fairy-tale〜 vol.4（柊秋親）
- NORN9 ノルン+ノネット Trio DramaCD Vol.1（結賀駆）
- 息遣いシリーズ アイドル編〜メンバー同士の日常吐息〜（依田真緒）
- 進撃の巨人特典ドラマCD 兵長VS.ミカサ 怒涛の掃除バトル（エレン・イェーガー）

2014年
- 大正偶像浪漫「帝國スタア」（2014年 - 2015年、参邇） - 2作品
- ぽちゃまに（木原誠司）※『花とゆめ』2014年16号付録
- アクターズハイ トレーディングドラマCDコレクション ココから始まるAtoZ 第1弾・第2弾（羽根山奏楽）
- SERVAMP-サーヴァンプ-（2014年 - 2021年、クロ） - 9作品
- PEACE MAKER 鐵 壱 - 六（2014年 - 2015年、市村鉄之助〈青年期〉）
- 猫と私の金曜日（2014年 - 2015年、本条猫太） - 2作品
- モノノケミステリヰ（月岡春足）

2015年
- √HAPPY+SUGAR＝DARLIN（2015年 - 2017年、蛯原宙） - 4作品
- 明治吸血奇譚「月夜叉」 如月の巻（四朗）
- アクセルどらま！〜青春のSHOOTING STAR〜（SHINYA）
- オオカミ君ち。 VOL.6 ルキア（大神流樹亜）
- ファタモルガーナの館II 〜あなたに寄り添う音の物語 慟哭の章〜（ハビ）
- ブラッディ+メアリー（メアリー）
- 幽幻ロマンチカ（2015年 - 2020年、アラハギ） - 6作品
- ラクリモサ -七つの罪- Vol.6 暴食の章（ハリィ）
- 仲吉商店街、恋の湯 営業中! 5・6（遊子澤佳）
- 匂いまで愛されるCD 薔薇の香水師 No.07 セイラン（セイラン）
- 忍たま乱太郎 ドラマCD ろ組の段〜中巻〜（浜守一郎）

2017年
- 明治吸血奇譚「月夜叉 紅」 皐月の巻（四郎）
- 終極のDOLLS 第1巻 ノア（蒼玉のノア）

2018年
- 進撃の巨人 特典ドラマCD 進撃のスクールカースト（エレン・イェーガー）
- 午前0時、キスしに来てよ（綾瀬楓） - 第9巻ドラマCD付き特装版

### BLCD
- アーサーズ・ガーディアン 赤盤（柚木双葉）
- 間の楔 シリーズ（スティン）
  - 間の楔II 〜NIGHTMARE〜
  - 間の楔III 〜RESONANCE〜
- 愛玩少年（日向）
- 愛だろ、愛!! -山田ユギバンブーセレクションCD-『さすらい』（松田）
- あめの帰るところ（椎本千歳）
- 王子と小鳥（鈴木圭一）
- うちの巫女が言うことには（咲坂陽）
- お仕事ください!（富永弘都）
- 御曹司の口説き方（兎本勇美）
- 課外授業（瀬尾）
- 仮面の花嫁〜弄花伝〜（蓮季）
- かわいいかくれんぼ（牛島）※『ルチル』隔月刊化2周年記念 録り下ろしオリジナルドラマCD
- 空中庭園（アーイシャ）
- 草の冠 星の冠（澪）
- 交渉人 シリーズ（橋田智紀）
  - 交渉人は黙らない
  - 交渉人は疑わない
- 言葉なんていらない（佐原志束）
  - 息もできないくらい（佐原志束）
- calling（比奈村一明）
- CRITICAL LOVERS（水野千尋）
- JUNK!BOYS 〜シンデレラを探せ!〜（生徒B）
- シュガーコード（高木亮）
- 新宿退屈男〜欲望の法則〜（京）
- Simple Tone（加納貴一）
- 是 -ZE- 4（初陽）
- 清澗寺家シリーズ 3 せつなさは夜の媚薬（八嶋元樹）
- 全寮制櫻林館学院 3 〜ロマネスク〜（桜井千聖）
- その唇に夜の露（若江恭一〈中学生時代〉）
- ダイヤモンド王の傲慢な求愛 番外編 プリンセスのお里帰り（森内暁生）※『小説花丸』2011冬の号特別付録
- 男子迷路（猿谷人志）
- できちゃった男子 シリーズ（小比企飛翠）
  - できちゃった男子
  - できちゃった男子 ハーレム編
  - できちゃった男子 ハネムーン編
  - できちゃった男子 ハングリー編
  - できちゃった男子 波留日編
  - できちゃった男子 波留日のカレシ編
- デビジェル・クロニクル〜闇の封印、甘い傷跡〜（影里星羅）
- 囚われの楽園で王子と（春山）
- ドロップアウト 甘い爪痕（劉華炎）
- ネーム・オブ・ラブ（坂本翠）
- 猫科男子のしつけ方（みちる）
- ハート・ストリングス（ケンジ）
- 秘密のゴミ箱 シリーズ（誠）
  - 秘密のゴミ箱で恋をして
  - 秘密のゴミ箱でキスをして 秘密のゴミ箱で2
- 妖精学園フェアラルカ♥ 〜双子のシルフにご用心〜（ヴァル）
- 不実な恋ならたまらない -浪漫神示-（五十猛命）
- ペット♥お仕事中（戸村瑞貴）
- 僕の先輩（飴宮はじめ）
- 香港恋愛夜曲（黎玉秦）
- 魔法使いの恋（荒谷）
- 迷える庶民に愛の手を（吉良薫琉）
- 満開ダーリン（村上大志）
- 妄想エレキテル 1・2・3（里中良人）
- モンスターマスター（要）
- やすらかな夜のための寓話（志水朱斗）
  - あなたは怠惰で優雅（志水朱斗）
- 家賃半分の居場所です。（白石）
- 夢結び恋結び（澤ノ井青）
- ラ・サタニカ（夏木）
- Rush!（宮田賢一）
- 別れる2人の愛の劇場。（上野優馬）
- 侘びとエロスのお稽古（宮瀬聡維）

### ラジオ・トーク・朗読CD
- あいのことば その1 [梶裕貴]
- I LOVE PET!! vol.6 ジャンガリアンハムスター（マロン）
- あなたがお風呂でのぼせるCD 〜温泉擬人化コレクション〜 第5弾「道後編」（道後）
- 感応時間11〜黒十字の失せる日〜（ゲオルク[631]）
- TVアニメーション 黒執事 Webラジオ ファントムミッドナイトレディオ DJCD 第1巻
- 心あたたまる物語 Vol.1（〜恋愛編〜「手紙」）
- 心あたたまる物語外伝 その1（「くちなし」）
- 心あたたまる物語外伝 SP 限定オマケディスク 〜二十四の台詞集〜（「尚人の手紙」）
- 近藤隆のももんがあッCD 梶裕貴の難
- 下野紘&梶裕貴のRadio Misty DJCD vol.1 - 12.5
- 下野紘&梶裕貴のRadio Misty 特別版 Dear…
- ツキウタ。12月師走駆「聖夜も労働ingなう!」（師走駆）
- 幕末志士物語〜新選組編〜（「沖田総司物語」）
- 幕末志士物語外伝〜14の新選組&薩摩・長州編〜（「沖田総司物語外伝」）
- 羊でおやすみシリーズ vol.28 木漏れ日の下でおやすみ[632]
- 妄想エステIV（中大路海）
- DJCD ゆうきとつばさのひよこ 〜1 - 2ぴよ〜
- DJCD『夜桜四重奏 STB 桜真町町内放送』 第1・2巻
- DJCD 梶裕貴のひとりごと in HAWAII
- 奈良女子大学第64回 恋都祭
- ローソン限定ネルノダ睡眠の質を向上キャンペーンに期間限定　朗読オーディオブック『スグ効くおやすみ絵本 子猫のクウねむり城への大冒険（弥永英晃、東邦出版）2019年11月12日 - 2019年11月25日[633]

### ラジオドラマ
- 新刊ラジオ 櫻子さんの足下には死体が埋まっている（館脇正太郎）
- クォンタム・メカニクス戦記 ど根性メガネ タックマン!（ユーキ）
- 青春アドベンチャー（NHK-FM）
  - 「００－０３　都より愛をこめて」（2020年4月20日 - 5月1日） - 主演・東京太郎（あずまきょうたろう） 役[634]
- 梶裕貴のラジオ劇場（2022年8月16日・2023年1月3日・2023年4月7日 - 2025年3月29日、NHKラジオ第1）[635]
- ラジオドラマ「二哈と彼の白猫師尊」日本語版（2025年、薛蒙[636]）

### デジタルコミック
- VOMIC うそつきリリィ（篠原苑）
- VOMIC ボクと魔女の時間（綴エンジ）
- VOMIC 霊能力者 小田霧響子の嘘（谷口仁志）
- VOMIC ロザリオとバンパイア（黄芳芳）
- いっしょにごはん。-炊きたて!-（米田光） ※BS11「真・週刊コミックTV＋」にて放送
- dTV Beeマンガ進撃の巨人（エレン・イェーガー）
- 告白予行練習（望月蒼太）※ずっと前から好きでした。初回限定盤のDVD
- ヤキモチの答え（望月蒼太）※僕じゃダメですか?〜「告白実行委員会」キャラクターソング集〜初回限定盤のDVD
- 今好きになる。（望月蒼太）※好きになるその瞬間を。初回限定盤のDVD
- ENSOKU 不機嫌なモノノケ庵（芦屋花繪）
- dTV 兄に愛されすぎて困ってます（橘はるか）
- マジで付き合う15分前（2023年、祐希[637]）
- モブ顔令嬢〜乙女ゲー世界の悪役令嬢に転生したのにどうしてこうなった〜（2023年、シュタイン・フォン・R・ウォルダー[638]）
- 半人前の恋人（2024年、伊吹進太郎[639]）

### 吹き替え

#### 映画
- あの頃ペニー・レインと
- 愛しのゴースト（ピン）
- 愛しのベス・クーパー（デニス・クーヴァーマン〈ポール・ラスト〉）
- カイジ 動物世界（カイジ〈リー・イーフォン〉）
- 監視者たち（リス〈ジュノ〉）
- キット・キトリッジ アメリカン・ガール・ミステリー（ウィル・シェパード〈マックス・シエリオット〉）
- キミとボクの距離（ガードナー〈エイサ・バターフィールド〉）
- キングスマン:ファースト・エージェント（コンラッド〈ハリス・ディキンソン〉[640]）
- グラディエーターII 英雄を呼ぶ声（カラカラ帝〈フレッド・ヘッキンジャー〉[641]）
- ゴーストバスターズ/アフターライフ（トレヴァー〈フィン・ウルフハード〉[642]）
  - ゴーストバスターズ/フローズン・サマー[643]
- シドニー・ホールの失踪（シドニー・ホール〈ローガン・ラーマン〉）
- ストーンウォール（ダニー・ウィンターズ〈ジェレミー・アーヴァイン〉[644]）
- スパイダーマン:ホームカミング（エイブ〈エイブラハム・アター〉[645]）
- スローターハウス・ルールズ（ウィロビー・ブレイク〈エイサ・バターフィールド〉[646]）
- チャイルド・マスター（ノルベルト〈ロッキー・マークエット〉）
- ドント・ブリーズ（アレックス〈ディラン・ミネット〉）
- バイオハザード: ウェルカム・トゥ・ラクーンシティ（レオン・S・ケネディ〈アヴァン・ジョーギア〉[647]）
- バトル・オーシャン 海上決戦（ペ・スボン〈パク・ボゴム〉）
- ヴァンパイア・ベビーシッター（イーサン・モーガン〈マシュー・ナイト〉）
- 光の六つのしるし（ロビン・スタントン）
- ブギーマン2 憑依（ポール〈ジョニー・シモンズ〉）
- フューリー（ノーマン・“マシン”・エリソン〈ローガン・ラーマン〉）
- フライトナイト2（チャーリー〈ウィル・ペイン〉）
- プリンセス・プロテクション・プログラム
- ペーパータウン（クエンティン〈ナット・ウルフ〉）
- ベルサイユ宮殿「鏡の間」
- マーベル・シネマティック・ユニバース
  - スパイダーマン:ホームカミング（エイブ〈エイブラハム・アター〉[648]）
  - サンダーボルツ*（ボブ〈ルイス・プルマン〉[649]）
- ムーンショット（ウォルト〈コール・スプラウス〉[650]）
- 名探偵ピカチュウ（ジャック〈カラン・ソーニ〉[651]）
- メモリーズ 追憶の剣（ユル〈ジュノ〉）
- モーリス（モーリス〈ジェームズ・ウィルビー〉[652]）※ムービープラス版
- ライフ・アフター・ベス（ザック・オーフマン〈デイン・デハーン〉）

#### ドラマ
- イルジメ（チャドル）
- NCIS: ニューオーリンズ シーズン2 #7（マックス・ピンゾン）
- KAMEN RIDER DRAGON KNIGHT（トレント・モーズリー）
- 気分はぐるぐる #6
- キリング・イヴ/Killing Eve（ケニー・ストートン〈ショーン・ディレイニー〉）
- クリミナル・マインド2 FBI行動分析課（ケヴィン）
- ゴシップガール（エリック・ヴァンダーウッドセン〈コナー・パオロ〉）
- CSI:ニューヨーク4 #10
- CSI:マイアミ（マスリー少年）
- シークレット・アイドル ハンナ・モンタナ
- ジェリコ 閉ざされた街（デイル・ターナー〈エリック・ナドセン〉）
- The O.C.（ブラッド）
- スイート・ライフ（アントニオ〈マーク・インデリカート〉）
- Titans/タイタンズ（ディック・グレイソン / ロビン〈ブレントン・スウェイツ〉）
- Dr.HOUSE シーズン2 #19（ボイド〈トーマス・デッカー〉）
- のだめカンタービレ 〜ネイル カンタービレ（イ・ユヌ〈パク・ボゴム〉[653]）
- HAWAII FIVE-0 シーズン4 #8, #22（イアン・ライト〈ニック・ジョナス〉）
- FAMOUS IN LOVE（レイナー・デボン〈カーター・ジェンキンス〉[654]）
- ミディアム3 霊能者アリソン・デュボア #15
- ミディアム4 霊能者アリソン・デュボア #2
- 恋愛時代（ファン2）
- LOST（デイヴィット）
- 100 オトナになったらできないこと（クリスチャン・クリスポ・パワーズ〈オーウェン・ジョイナー〉[655]）

#### アニメ
- アーリーマン 〜ダグと仲間のキックオフ!〜（ダグ[656]）
- アドベンチャー・タイム（ウォーターパークの監視員）
- おさるのジョージ（配達人1）
- スター・ウォーズ/クローン・ウォーズ (テレビアニメ)（コーキー）
- スマーフ（ブレイニー[657]）
- クズ悪役の自己救済システム（洛氷河[658]）
- DC がんばれ!スーパーペット（チップ[659]）
- バットマン ゴッサムナイト（Bデビル）
- フェ〜レンザイ -神さまの日常-（ハクタク[660]）
- ペット（ノーマン[661]）
- ペット2（ノーマン[662]）
- 魔道祖師（金凌[663]）
- ミュータント・タートルズ:ミュータント・パニック！（ジンギス・フロッグ[664]）
- ルビー・グルーム（スケアディ）

### ラジオ番組
※はインターネット配信。
- Over Drive SPECIAL（2007年、ニッポン放送）[665]
- 下野紘&梶裕貴のRadio Misty（2008年 - 2010年、インターコミュニケーションズ特設サイト内※）
- ライフウィズアイドルプレゼンツ! アイドル・オン・ザ・レイディオ!（2008年、アニメイトTV※）
- STB 桜真町町内放送（2008年 - 2009年、アニメイトTV※）
- ゆうきとつばさのひよこ（2008年 - 2018年、声優アニメイト※）
- 黒執事 ファントムミッドナイトレディオ〜レディオ・エクストラサイド〜（2008年 - 2009年、アニメイトTV※）
- VOICE CREW（2009年 - 2010年、NACK5）21代目パーソナリティ
- ライフウィズアイドルプレゼンツ! 帰ってきたアイドル・オン・ザ・レイディオ!（2009年、音泉※）
- 梶裕貴のフェイス!（2009年 - 2010年、アニメイトTV※）
- ナイルとホクトのグラール学園放送部（2009年 - 2011年、ランティスウェブラジオ※、音泉※）
- 森久保祥太郎・寺島拓篤・梶裕貴 ★★★プロデュース（2010年 - 2011年、ラジオ大阪、ラジオ日本、アニメイトTV※）
- 黒執事II Webラジオ ファントムパーティーナイト〜真夜中の仮面舞踏会〜（2010年 - 2011年、アニメイトTV※）
- 少尉茶寮 ざくろ（2010年、ランティスウェブラジオ※）
- 大和彼氏 THE RADIO（2010年 - 2011年、ニコニコ生放送※）
- ディストピアラジオNO.6（2011年 - 2012年、音泉※）
- 戦国大戦下克上（2011年 - 2012年、戦国大戦界公式サイト※）
- GUILTY CROWN RADIO COUNCIL（2011年 - 2012年、音泉※）
- マギラジ〜キャラバン〜（2012年 - 2013年、アニメイトTV※）
- 進撃の巨人ラジオ 〜梶と下野の進め!電波兵団〜（2013年 - 2015年、2017年、2018年、音泉※）
- TVアニメ「夜桜四重奏」Web Radio「木曜から夜ザクラ」（2013年、アニメイトTV※）
- 梶裕貴のひとりごと（2014年 - 2020年、超!A&G+※）
- アオハラジオ（2014年、音泉※、アニメイトTV※）[666]
- よ・み・き・か・せ（2015年、TOKYO FM）
- 進撃!巨人中学校 ほうかごらじお（2015年 - 2016年、音泉※、不定期パーソナリティー）
- ジョジョの奇妙な冒険 ダイヤモンドは砕けない 杜王町RADIO 4 GREAT（2016年、音泉※、HiBiKi Radio Station※）[667]
- GUILTY CROWN RADIO COUNCIL（復活版）（2016年、音泉※）[668]
- サーヴァンプ通信（2016年 - 2017年、アニメイトタイムズ※、アニメイトチャンネル※）[669]
- 不機嫌なモノノケ庵 ラヂオノ怪（2016年、音泉※）[670]
- 僕のヒーローアカデミア ラジオ オールマイトニッポン（2018年、音泉※）[671]
- Spoon presents 梶裕貴 声のひとさじ（2021年 - 、TBSラジオ）[672]
- 梶裕貴のラジオ（2022年 - 、TBSラジオ）

### ナレーション

#### テレビ番組
- 世界の競馬（NHK BS1）
- サンデープレゼント「世界笑いのツボ映像50連発!!!SP」（2010年8月1日、テレビ朝日）
- トリハダ（秘）スクープ映像100科ジテン（2010年8月28日・9月23日・10月9日・2011年1月1日・11日・3月22日、2011年4月12日 - 2012年9月18日、テレビ朝日）
- 飛び出せ!!ワールドモニター（2010年9月24日・2011年1月16日、テレビ東京）
- アニソンぷらす（2012年5月、テレビ東京）※月替わり
- そんなバカなマン（2014年4月2日・7月30日・11月16日・2015年1月3日・4月15日 - 2017年3月20日、フジテレビ）
- SKE48 エビカルチョ!（2014年10月12日 - 2015年1月4日、日本テレビ）
- アイキャラ2（2016年7月21日 - 10月6日、日本テレビ）
- ○○と新どうが（2017年4月3日 - 9月30日、テレビ東京）
- ドラゴン堀江[673]（2018年11月6日[673] - 2019年3月10日、AbemaTV）
- 坂道テレビ〜乃木と欅と日向〜（2019年3月23日・12月30日、NHK総合 / 2020年2月8日、NHK BSプレミアム）
- 首都圏ネットワーク（2020年3月30日 - 、NHK総合）あなたと、ちかさと「さ」の声
- お願い!ランキング（2021年 - 、テレビ朝日） -「梶裕貴のト書き劇場」冠コーナーを担当。
- 完全保存版　絶対覚えておきたい！ 究極の短歌・俳句100選（2022年8月10日 - 、NHK Eテレ）
- 1億人の大質問!?笑ってコラえて!（2023年7月12日 - 、日本テレビ）3代目メインナレーター

#### テレビCM
- ドクタースランプ DVD-BOX SLUMP THE BOX 90's（ナレーション）
- 株式会社ポケモン ポケットモンスター X・Y プロモーションビデオ（2013年1月8日）
- バンダイ 「神羅万象チョコ 九邪戦乱の章」（アポロ・ポイボス）
- 「櫻子さんの足下には死体が埋まっている」（2014年3月15日・29日）※TBS系「王様のブランチ」のブックコーナー。
- 「別冊マーガレット8月号」発売の広告
- 『デュエルマスターズ 龍解ガイギンガ』グレンモルトの広告キャラクターのナレーション
- 『デュエルマスターズ 双剣オウギンガ』グレンモルト王（キング）の広告キャラクターのナレーション
- あすかコミックスDX『ブラッディー+メアリー』第2巻のテレビ広告
- 『妖怪三国志』フユニャン曹操 赤壁の大敗篇（フユニャン）
- 「マガジンR」発売告知のテレビ広告
- ワンダーランド（Mr.ランド）
- 角川コミックス・エース 『スモーキン‘パレヱド』のミュージックおよびテレビ広告（2016年）ナレーション[674]
- 角川コミックス・エース および KADOKAWAの単行本小説『ヴァニシング・スターライト』テレビ広告（2016年）ナレーション[675]
- 日清食品 カップヌードル「HUNGRY DAYS『魔女の宅急便』」（2017年、とんぼ[676]）
- あすかコミックスDX、『キラーキラー』第1巻（2017年[677]）
- 角川文庫、カドフェス2017（2017年[678]）
- 角川コミックス・エース、『Bestia ベスティア』（2018年）飛鳥 役[679]
- ひらかたパーク（2019年、『進撃の巨人展FINAL』）[680][出典無効]
- 森永製菓 DARS（2019年[681]）
- マンナンライフ クラッシュタイプの蒟蒻畑「朝食は大事篇」「罪悪感篇」「イケボ篇」（2020年、ぶどう味の声[682]）
- 花王 NIVEASUN 高密着ケアUV ミルキィジェル（2020年[683]）
- ウェザーニューズ「お天気アプリ『ウェザーニュース』」（2022年[684]）
- ACジャパン 日本骨髄バンク支援キャンペーン「骨髄くんからのお知らせ。」でオリジナルキャラクター「骨髄くん」の声を担当（2023年[685]）
- 映画『ミュータント・タートルズ：ミュータント・パニック！』（2023年）ナレーション
- スズキ『スイフト』（2023年）

#### WEB CM
- ブルボン
  - ピスタチオラッシュ「しあわせラッシュ」篇（2022年）[686]
  - 濃厚チョコブラウニーピスタチオ「また会いましたね」篇（2022年）[686]
- Hulu（2022年）[687]
- ヤクルト Yakult（ヤクルト）1000（2023年）[688]
- NURO 光（2023年、プロジェクターくん[689]）
- ニベア花王 ニベアソフト スキンケアクリーム「梶裕貴と公開撮影CM」篇（2024年）[690]
- 日本マクドナルド ビッグマック（2025年）（顔出し）[691]

#### その他
- 荒川知水資料館「川の生き物‐魚編」（カエル爺博士）
- 青少年科学館プラネタリウム 「俺たちが見た星/俺たちの地球」（哲）
- つくばエキスポセンター　｢ゴッホが描いた星空｣（青年）
- 足立区子ども科学館 ｢がんばれ！ぼくらのロケット〜未来へ羽ばたく日本のロケット〜｣
- ディスカバリーパーク焼津プラネタリウム 「生命（いのち）の記憶 -Born in The Space-」（繊細な心を持った少年）歌手の谷山浩子と共演。
- NHKラジオ第1 午後のまりやーじゅ（2014年7月2日）「日本国憲法を口語訳してみたら」を大学生風に朗読[692]
- オービィ横浜オリジナルシアター「シアター23.4」上映作品『ザ・ミーアキャット』
- 富士川楽座プラネタリウム「星座物語 spring's selection」ナビゲーター
- メイクソフトウェア プリントシール機 声プリ2 エスコートナレーション
- STOP!薬物乱用 啓発用動画（2020年2月14日、勇者・ストップ）[693]
- Yahoo! JAPAN『3.11企画 いま、わたしができること』（2020年、応援サポーター[694]）
- だれかに話したくなる山本周五郎日替わりドラマ（2021年2月18日 - 25日、NHK BSプレミアム） - 朗読[695]
- 僕といた夏を、君が忘れないように。PV（2021年[696]）
- 24時間テレビ キャッシュレス募金案内（2021年） - ナレーション
- 映画『エターナルズ』予告（2021年） - ナレーション[697]
- スーパー戦隊・ユニバース大戦 〜ナンバーワン戦隊ゴジュウジャー Episode 0〜（2025年）

### テレビ出演
※はインターネット配信。
- ドーリィ☆バラエティ HYPER ViSUADOLL MOVIE（2008年10月2日 - 2009年3月26日、tvk）
- 進撃！トレジャーハント（2015年10月4日 - 12月27日、TOKYO MX）
- 声優だって旅します（2016年2月6日 - 27日、アニマックス）
- 声優だって旅します the 2nd（2017年6月4日 - 25日、アニマックス）
- KEYABINGO!3 #6「イケボ＆愛してるゲームで絶叫! ときめきズッキュンGP」（2017年8月22日、日本テレビ）
- 声優だって旅します the 3rd（2019年8月4日 - 25日、アニマックス）
- 梶100! 〜梶裕貴がやりたい100のこと〜（2017年4月30日 - 、日テレプラス）
- キミモテロッジ〜家づくりで声優オーディション!?〜（2018年8月3日 - 、日本テレビ）
- リビングルームにて（2018年6月25日、テレ東プラス※）
- めざましテレビ（2019年8月6日 - 27日、フジテレビ） - 2019年8月度マンスリーエンタメプレゼンター
- news zero（2019年）　- 月曜日コメンテーター
- あさイチ（2021年3月31日 - 、NHK総合） - カエルくんの声[698][699]
- るてんのんてる（2022年5月20日、読売テレビ） - 島田一の介の吹き替え
- ZIP!（2022年6月3日 - 30日、日本テレビ） - 金曜パーソナリティー[700][701]
- 全力!脱力タイムズ（2023年6月30日、フジテレビ） - 小宮浩信の吹き替え[702]
- いないいないばあっ!（2023年 - 、NHK Eテレ） - にーにーの声[703]

### 映像商品
- 青の祓魔師 BLUE NIGHT FES.
- 『アドリブ(AD-LIVE)2014』〜第4巻〜
- ライブビデオ JAPAN 乙女♥Festival
- オトメイトパーティー♪2009、2011 - 2015
- Original Entertainment Paradise おれパラ2009・2010
- KAMEN RIDER DRAGON KNIGHT SPECIAL EVENT
- 梶裕貴のフェイス! Vol.1・2
- 黒執事 その執事、狂騒〜赤いヴァレンタイン〜 イベントDVD
- G.Addict LIVE Sign of Addiction'11
- 下野紘&梶裕貴のRadio Misty シリーズ
  - 下野紘&梶裕貴のRadio Misty 特別編
  - 下野紘&梶裕貴のRadio Misty 〜はじめての公開録音編〜
  - 下野紘&梶裕貴のRadio Misty 2nd LIVE
  - 下野紘&梶裕貴のRadio Misty 特別編2 僕らの大江戸温泉物語
  - 下野紘&梶裕貴のRadio Misty 第4回公開録音
- STORM LOVER 春恋嵐 イベントDVD
- STORM LOVER 夏恋嵐 イベントDVD
- 電撃文庫 秋冬の陣 de デュラララヴァーズ in 中野
- つれゲーVol.1 阿部敦＆梶裕貴xエクストルーパーズ
- 多次元プロジェクト「ノブナガ・ザ・フール」1 - 3
- 『ノラガミ』スペシャルイベント〜あなたにご縁があらんことを〜
- NORN9 ノルン+ノネット with Ark & for Spica
- 百歌SAY!RUN!
- ゆうきとつばさのひよこ 〜ふたりっきりの遠足〜
- リアル宝探し 邪神ロキの呪い in東京ドイツ村
- Lucian Bee's ROMANXIA WORLD TOUR 2010 in YOKOHAMA
- ビーズログTV 恋愛番長シリーズ
  - ビーズログTV 恋愛番長 Vol.2
  - ビーズログTV 恋愛番長・二学期 国語
  - ビーズログTV 恋愛番長・二学期 保健
  - ビーズログTV 恋愛番長・二学期 美術

### テレビドラマ
- 5→9〜私に恋したお坊さん〜 第7話（2015年11月23日、フジテレビ） - 声の出演
- ホクサイと飯さえあれば（2017年1月23日 - 3月13日、MBSテレビ） - ホクサイ 役（声の出演）[704]
- 脳にスマホが埋められた! 最終回（2017年9月14日、日本テレビ） - ナレーション
- 遊戯みたいにいかない。 第3話（2019年5月1日、日本テレビ） - 裏沢直人 役
  - 遊戯みたいにいかない。〜dTV限定版〜 第2話（2019年4月26日、dTV） - 裏沢直人 役[705]
- ぴぷる〜AIと結婚生活はじめました〜（2020年5月19日 - 6月30日、WOWOWプライム） - 主演・摘木健一 役[706]
- おカネの切れ目が恋のはじまり 第2話（2020年9月15日、TBSテレビ） - 山鹿眞一郎 役[707]
- 機界戦隊ゼンカイジャー（2021年3月7日 - 2022年2月27日、テレビ朝日） - ガオーン / ゼンカイガオーン 役（※声の出演）[708]
- だれかに話したくなる山本周五郎日替わりドラマ（2021年2月、NHK-BSプレミアム） - 朗読[709]
- 世にも奇妙な物語 夏の特別編「あと15秒で死ぬ」（2021年6月、フジテレビ） - 死神 役
- ボイスII 110緊急指令室 第5話（2021年8月14日、日本テレビ） [710]
- 東京、愛だの、恋だの（2021年9月11日 - 10月16日、Paravi） - 橋本達也 役[711]
- ZIP! 朝ドラマ「サヨウナラのその前に Fantastic 31 Days」（2022年3月1日 - 31日、日本テレビ） - 橘雄一 役[712]
- 村井の恋（2022年4月6日 - 5月25日、TBSテレビ） - 春夏秋冬 役（声の出演）[713]
- 君の花になる 第3話 - 第4話（2022年11月1日 - 8日、TBS） - トシ 役[714]
- Get Ready! 第1話 （2023年1月8日 、TBS） - 中小企業の社長 役[715]
- パリピ孔明 第2話（2023年10月4日、フジテレビ） - 声の出演[716]
- シン・ドゲンジャーズ（2024年7月14日 - 、九州朝日放送） - リヴァイア 役（※声の出演）
- 119エマージェンシーコール 第1話（2025年1月13日、フジテレビ）[717]
- ナンバーワン戦隊ゴジュウジャー（2025年2月16日 - 、テレビ朝日） - テガソード 役（※声の出演）[718]

### 実写映画
- 神☆ヴォイス（2011年、白池悠宙）
- 機界戦隊ゼンカイジャー THE MOVIE 赤い戦い!オール戦隊大集会!!（2021年、ガオーン / ゼンカイガオーンの声[719]）
- セイバー+ゼンカイジャー スーパーヒーロー戦記（2021年、ガオーンの声[720]）
- ナンバーワン戦隊ゴジュウジャー 復活のテガソード（2025年、テガソードの声[721]）
- ハケンアニメ!（2022年）※顔出し出演
  - 劇中アニメ『サウンドバック 奏の石』（リュウイチ）
- チャチャ（2024年[722]、黄色いお花さん〈声の出演〉[723]）

### Vシネマ
- 機界戦隊ゼンカイジャーVSキラメイジャーVSセンパイジャー（2022年、ガオーン / ゼンカイガオーンの声[724]）
- 暴太郎戦隊ドンブラザーズVSゼンカイジャー（2023年、ガオーン / ゼンカイガオーンの声[725]）

### 舞台
- 嵐になるまで待って（2008年、北村幸吉）
- 朗読劇 しっぽのなかまたち（2012年）
- 朗読劇 私の頭の中の消しゴム 5th letter（2013年、浩介）
- 多次元プロジェクト"The Fool" ノブナガ・ザ・フール（2013年 - 2014年、トヨトミ・ヒデヨシ）
  - 第1回公演 act.1〜乱の胎動〜
  - 第2回公演 act.2〜乱の恋人〜
  - 第3回公演 act.3〜最後の晩餐〜
- 即興劇 AD-LIVE（アドリブ）（2014年 - 2016年）
- ラヴ・レターズ〜2016 New Year Special〜（2016年、アンディ）
- 朗読舞台『それから』（2016年、代助）
- 音楽朗読劇『Homunculus〜ホムンクルス〜』（2017年、アーベル[726]）
- 恋を読む「ぼくは明日、昨日のきみとデートする」（2018年8月24日、オルタナティブシアター）
- 恋を読む「逃げるは恥だが役に立つ」（2019年、ヒューリックホール東京、津崎平匡）
- イノサンmusicale（2019年11月29日 - 12月10日、ヒューリックホール東京、アラン・ベルナール）
- 詠唱劇「新本格魔法少女りすか」（2020年10月6日、朗読・供犠創貴[727]）
- 生朗読劇「夢中さ、きみに」（2021年3月7日、目高優一）
- 朗読劇「世界から猫が消えたなら」（2022年6月18日、僕）[728]
- 朗読劇「みきくらのかい 第五回公演リーディング 「新浄瑠璃 百鬼丸〜手塚治虫『どろろ』より〜」」（2022年4月9日、ひの煉瓦ホール〈大ホール〉日野市民会館）[729]
- 扉をあけるその先に〜北斎からドビュッシーまで、響く波の広がり〜（2022年7月14日 - 17日）[730]
- 朗読ライブ「旅のラゴス」（2022年10月29日）
- ノサカラボ Reading Echoes「Fiend/Friend in 20faces」（2025年1月30日 - 2月9日、小林芳雄[731]）
- バーチャル舞台劇「御伽噺（染）ver1.25_Alternative Feat. KAMITSUBAKI PHILHARMONIC ORCHESTRA」（2025年1月5日・2月6日、牧村シン）[732]
- 『平家物語 -胡蝶の被斬-』（2025年3月14日 - 17日、新国立劇場）[733]
- 朗読劇『君の膵臓をたべたい』2025（2025年4月5日・6日、僕[734]）
- キミに贈る朗読会『東京タワー 〜オカンとボクと、時々、オトン〜』（2025年5月3日・4日、ボク）[735]
- 岩井秀人（WARE）プロデュース『いきなり本読み！Voices』（2025年8月8日〈予定〉）[736]

### 玩具
- 機界戦隊ゼンカイジャー ギアトリンガー -MEMORIAL EDITION-（2023年1月）
- ナンバーワン戦隊ゴジュウジャー DXテガソード（2025年2月）[737]
- ナンバーワン戦隊ゴジュウジャー DXウルフデカリバー50（2025年4月）
- ナンバーワン戦隊ゴジュウジャー DXテガソード UNI.ver.（2025年7月）
- ナンバーワン戦隊ゴジュウジャー DXオルカブースター5050（2025年8月）
- ナンバーワン戦隊ゴジュウジャー DXテガソードオリジン（2026年1月）

### その他コンテンツ
携帯コンテンツ
- 彼キス！〜羽風 輝ver〜（羽風輝）
- コンタクトMen's（斉来守）
- 声優グランプリmobile 特別企画 「月刊まるごと 梶裕貴」
- 声優グランプリmobile 特別企画 声優探偵（探偵ボーイ）
- 戦律のRHaPSoDY（リード）
- タッチ★マイ執事（柳）
- 突撃!ときめき♥生徒会（生徒A）
- マーベリック・スパイ -秘密の島のスパイたち-（カイル・フェニックス）
- まぜてよ★生ボイス 携帯用ボイスサイト（けんたろう、だいち）
- 妄想彼氏学園（桜井雪兎）
- ♂モット!! 恋愛主義♀ BLゲーム Princess Change!（藤波優）
- 大和彼氏（渋谷統）

その他
- 西尾維新大辞展 音声ガイド（2017年、いーちゃん役）
- 3ねんDぐみガラスの仮面〜とびだせ私たちのVR（ヴィクトリーロード）〜（2017年、桜小路優）
- ローソン「ごちろう。」店内放送時報（2018年5月15日 - 28日）
- めがねと旅する美術展 短編アニメーション《押絵ト旅スル男》（展内上映：2018年7月20日 - 2019年1月27日、弟）
- 梶裕貴に癒されるマッサージクッション3Dもみ（2019年）
- 創作応援アプリ *exe2045（2020年、E9T イクト）※PC専用
- 第62回宝塚記念特別企画『昼下がりの喫茶店で振り返る3頭の馬の話』（2021年、語り部）
- TOoKA BASEブランド
  - TRUE WIRELESS STEREO EARPHONES 梶裕貴 モデル（2020年、オリジナル音声）
  - TRUE WIRELESS STEREO EARPHONES アニメ『僕のヒーローアカデミア』 コラボモデル（2021年、轟焦凍）
  - TRUE WIRELESS STEREO EARPHONES アニメ『ワールドトリガー』三雲・空閑モデル（2021年、三雲修）

- 「MAO」連載100話達成・コミックス累計100突破記念ダイジェストムービー（2021年、摩緒）
- 色彩検定協会「教えて!色彩先生」シリーズ（2022年 - 2024年、紅太郎）
- アニメイトブックフェア2022（2022年） - 宣伝隊長
- 「ダーウィン事変」5巻発売記念PV（2023年、チャーリー、ユーシー、ナレーションなど全13役）
- 農林水産省『農泊』（2023年） - 1日アンバサダー
- 歌声合成プロジェクト【そよぎフラクタル】
  - CeVIO AI 梵そよぎ ソングボイス（2024年）

- JRA『梶裕貴と上坂すみれの謎解き競馬』（2024年）
- Future Kid Takara（2025年、タカラ）
- Tonight with the Impressionists Paris 1874 -印象派画家と過ごす夜-（2025年、クロード・モネ）

## ディスコグラフィ

### シングル
|     | 発売日        | タイトル        | 規格品番  | オリコン 最高位 |
| --- | ------------- | --------------- | --------- | --------------- |
| 1st | 2012年2月22日 | sense of wonder | LACM-4910 | 11位            |
| 2nd | 2012年9月5日  | Hello!          | LACM-4980 | 14位            |

### タイアップ曲
| 楽曲            | タイアップ                                                      | 時期   |
| --------------- | --------------------------------------------------------------- | ------ |
| sense of wonder | 音楽番組『アニソンぷらす』2012年2月度オープニングテーマ         | 2012年 |
| sense of wonder | アニメ情報番組『AG学園 あに☆ぶん』2012年3月度エンディングテーマ | 2012年 |

### キャラクターソング
| 発売日   | 商品名 | 歌 | 楽曲 | 備考                                                                      |
| 2007年   | 2007年 | 2007年 | 2007年 | 2007年                                                                    |
| -------- | --- | --- | --- | ------------------------------------------------------------------------- |
| 10月26日 | Over Drive キャラクターソングシリーズ vol.5 篠崎ミコト                                                             | 篠崎ミコト（梶裕貴） | 「CHANGE-UP」 | テレビアニメ『Over Drive』関連曲                                          |
| 2008年   | | | |                                                                           |
| 11月19日 | ライフウィズアイドル ボーカルサウンドトラック                                                                      | 天見由宇（梶裕貴） | 「FLY」 | ゲーム『ライフウィズアイドル』関連曲                                      |
| 2009年   | | | |                                                                           |
| 8月12日  | ライフウィズアイドル2-機械のカナリア- ボーカルサウンドトラック                                                     | スリーナイツ | 「TOKIMEKI☆」 | ゲーム『ライフウィズアイドル2-機械のカナリア-』関連曲                     |
| 8月26日  | 仮面の下のバラッド/Meteoric shower                                                                                 | ROMANXIA | 「仮面の下のバラッド」 | ゲーム『Lucian Bee's RESURRECTION SUPERNOVA』オープニングテーマ           |
| 8月26日  | 仮面の下のバラッド/Meteoric shower                                                                                 | ROMANXIA | 「Meteoric shower」 | ゲーム『Lucian Bee's RESURRECTION SUPERNOVA』エンディングテーマ           |
| 10月7日  | Lucian Bee's キャラクターソングシリーズ Vol.3「蜃気楼・イン・ザ・ダーク」                                          | カトル（梶裕貴） | 「蜃気楼・イン・ザ・ダーク」 | ゲーム『Lucian Bee's』関連曲                                              |
| 10月21日 | montage | 六本木史（KENN）、新宿凛太郎（置鮎龍太郎）、汐留行（梶裕貴）、両国逸巳（森田成一） | 「montage」 | テレビアニメ『ミラクル☆トレイン〜大江戸線へようこそ〜』オープニングテーマ |
| 12月9日  | signal | G.Addict | 「signal」 「grindingdays」 | 『グラール騎士団』関連曲                                                  |
| 12月9日  | signal | Nil×梶裕貴 | 「Black Whirlpool」 | 『グラール騎士団』関連曲                                                  |
| 12月23日 | ミラクル☆トレイン〜大江戸線へようこそ〜 キャラクターソング Vol.5 汐留行                                            | 汐留行（梶裕貴） | 「RAILWAY→EXIT」 「線路は走るよ6の字に〜大江戸線へようこそ〜」 | テレビアニメ『ミラクル☆トレイン〜大江戸線へようこそ〜』関連曲             |
| 2010年   | | | |                                                                           |
| 5月26日  | everlasting note                                                                                                   | G.Addict | 「everlasting note」 「Last days」 | 『グラール騎士団』関連曲                                                  |
| 8月25日  | 駄庭師、楽唱 | フィニアン（梶裕貴） | 「完全無欠超絶技巧庭師」 「未来の想い出」 | テレビアニメ『黒執事II』関連曲                                            |
| 10月6日  | monochrome/prism                                                                                                   | G.Addict | 「monochrome」 「prism」 | 『グラール騎士団』関連曲                                                  |
| 10月20日 | 猛獣使いと王子様 キャラクターソングアルバム                                                                        | エリク（梶裕貴） | 「Break the chain」 | ゲーム『猛獣使いと王子様』関連曲                                          |
| 10月27日 | Justice・伝説を刻め！                                                                                              | ブレイブバトルウォーリアーズ | 「Justice・伝説を刻め！」 | テレビアニメ『SDガンダム三国伝 Brave Battle Warriors』エンディングテーマ  |
| 11月24日 | 初戀幻燈機 | 雪洞（豊崎愛生）、鬼灯（堀江由衣）、花桐丸竜（梶裕貴） | 「純情マスカレイド」 | テレビアニメ『おとめ妖怪 ざくろ』エンディングテーマ                       |
| 11月24日 | 源×平ボーイフレンズ Vol.1 源義経 〜全寮制男子校人体実験千本桜〜                                                    | 源義経（梶裕貴）、武蔵坊弁慶（浅沼晋太郎） | 「ネンネンサイサイDay By Day!」 | ゲーム『源×平ボーイフレンズ』関連曲                                       |
| 11月24日 | 愛言葉になるD.N.A.                                                                                                 | ROMANXIA | 「愛言葉になるD.N.A.」 「星屑レボリューション」 | ゲーム『Lucian Bee's』オープニングテーマ                                  |
| 2011年   | | | |                                                                           |
| 2月23日  | HIGH-END | G.Addict | 「highend days」 「miss you always」 | 『グラール騎士団』関連曲                                                  |
| 2月23日  | HIGH-END | Nil×梶裕貴 | 「僕が出来るコト」 | 『グラール騎士団』関連曲                                                  |
| 4月6日   | イナズマイレブン キャラクターソングオリジナルアルバム                                                              | 染岡竜吾（加瀬康之）、飛鷹征矢（峯暢也）、不動明王（梶裕貴）、綱海条介（阪口周平） | 「Bad Boys Brother's Blues〜海と漢と侠とモヒカン〜」 | テレビアニメ『イナズマイレブン』関連曲                                    |
| 5月11日  | STORM LOVER キャラクターソングCD -LOVERS COLLECTION- Vol.2【KISS DISC】                                            | 寅谷立夏（梶裕貴） | 「Love→Go→Round」 | ゲーム『STORM LOVER』関連曲                                               |
| 6月1日   | TOKYOヤマノテBOYS SUPER MINT DISC OP&EDテーマ                                                                      | 桐嶋伊織（鈴木達央）、ルーシー（梶裕貴）、九条拓海（遊佐浩二） | 「熱狂XOXO」 | ゲーム『TOKYOヤマノテBOYS SUPER MINT』オープニングテーマ                  |
| 7月1日   | デッドマン・ワンダーランド キャラクターソング 鷹見水名月                                                           | 鷹見羊（梶裕貴） | 「Our Innocence」 「My Dear…」 | テレビアニメ『デッドマン・ワンダーランド』関連曲                          |
| 7月6日   | TOKYOヤマノテBOYS SUPER MINT DISC キャラクターソング                                                               | ルーシー（梶裕貴） | 「LAST KISS」 | ゲーム『TOKYOヤマノテBOYS SUPER MINT』関連曲                              |
| 2012年   | | | |                                                                           |
| 1月25日  | イナズマイレブンGO キャラクターソング オリジナルアルバム                                                           | 三国太一（佐藤健輔）、南沢篤志（梶裕貴） | 「本物の強さ」 | テレビアニメ『イナズマイレブンGO』関連曲                                  |
| 1月25日  | C3 -シーキューブ- Character Song Album                                                                             | 夜知春亮（梶裕貴） | 「Always with You」 | テレビアニメ『C3 -シーキューブ-』関連曲                                   |
| 8月9日   | 夜桜四重奏 〜ヨザクラカルテット〜 コミックス12巻限定版付属 桜新町シンフォニア 〜kid,TABUCHI&FRIENDS like quartet〜 | 比泉秋名（梶裕貴）、槍桜ヒメ（福圓美里） | 「鳴り響け！桜新町賛歌」 | テレビアニメ『夜桜四重奏 〜ヨザクラカルテット〜』関連曲                   |
| 8月24日  | DAY BY DAY/木漏れ日ループ                                                                                          | 米田光（梶裕貴）、サトウ（羽多野渉） | 「DAY BY DAY」 「木漏れ日ループ」 | ドラマCD『いっしょにごはん。』主題歌                                      |
| 8月29日  | BLACK WOLVES SAGA -Bloody Nightmare- Song collection 「Dear Despair」                                              | ラス・ヴォガード（梶裕貴） | 「Dear Despair」 | ゲーム『BLACK WOLVES SAGA -Bloody Nightmare-』オープニングテーマ          |
| 11月7日  | DT捨テル/レッツゴーED                                                                                              | ゴールデン・イクシオン・ボンバー DT | 「レッツゴーED」 | テレビアニメ『イクシオン サーガ DT』エンディングテーマ                    |
| 11月7日  | DT捨テル/レッツゴーED                                                                                              | ゴールデン・イクシオン・ボンバー DT | 「レッツゴーED（エレクVer.）」 | テレビアニメ『イクシオン サーガ DT』エンディングテーマ                    |
| 11月17日 | 恋は校則に縛られない！ オープニングテーマ「Brand New World」                                                       | Uni-On | 「Brand New World」 | ゲーム『恋は校則に縛られない！』オープニングテーマ                        |
| 11月17日 | 恋は校則に縛られない！ キャラクターソングコレクション Vol.01 朝霧敦士                                              | 朝霧敦士（梶裕貴） | 「A.」 「Brand New World」 | ゲーム『恋は校則に縛られない！』関連曲                                    |
| 11月28日 | サクラ大戦奏組 主題歌CD「円舞曲、君に/プレリュード 前奏曲」                                                        | 帝國華撃団・奏組 | 「円舞曲、君に」 「プレリュード 前奏曲」 | 漫画『サクラ大戦奏組』主題歌                                              |
| 12月7日  | ツキウタ。12月師走駆「聖夜も労働ingなう！」                                                                        | 師走駆（梶裕貴） | 「聖夜も労働ingなう！」 「らいねんからほんきだす」 | キャラクターCD『ツキウタ。』関連曲                                        |
| 12月12日 | BLACK WOLVES SAGA -Last Hope- Song collection 「Tears」                                                            | ラス・ヴォガード（梶裕貴） | 「Last Hopeオープニング」 | ゲーム『BLACK WOLVES SAGA -Last Hope-』オープニングテーマ                 |
| 12月26日 | マギ キャラクターソング01                                                                                          | アリババ（梶裕貴） | 「one step further」 | テレビアニメ『マギ』関連曲                                                |
| 2013年   | | | |                                                                           |
| 2月27日  | IXION SAGA DT GOLDEN BEST of ED                                                                                    | ED御一行 | 「Stand Up!ED」 | テレビアニメ『イクシオン サーガ DT』関連曲                                |
| 2月27日  | IXION SAGA DT GOLDEN BEST of ED                                                                                    | バリアシオン（梶裕貴） | 「全て俺のモノ」 | テレビアニメ『イクシオン サーガ DT』関連曲                                |
| 4月24日  | サクラ大戦奏組 奏組歌音集                                                                                          | 桐朋源三郎（梶裕貴） | 「バカは嫌いだ 以上コーダ」 | 漫画『サクラ大戦奏組』関連曲                                              |
| 7月3日   | DIABOLIK LOVERS キャラクターソングVol.2 逆巻カナト                                                                 | 逆巻カナト（梶裕貴） | 「切断★舞踏会」 | 『DIABOLIK LOVERS』関連曲                                                 |
| 7月31日  | 14 to 1 | ASAHINA Bros.+JULI | 「14 to 1」 | テレビアニメ『BROTHERS CONFLICT』エンディングテーマ                       |
| 9月20日  | TVアニメ「BROTHERS CONFLICT」キャラクターソング コンセプトミニアルバム(1) 「オ・ト・ナ」                           | 雅臣（興津和幸）、弥（梶裕貴） | 「獣耳戦隊ミミレンジャー！」 | テレビアニメ『BROTHERS CONFLICT』関連曲                                   |
| 9月25日  | 「神々の悪戯」神曲集 アヌビス＆トト                                                                                | アヌビス（梶裕貴） | 「Tip Tap」 | ゲーム『神々の悪戯』挿入歌                                                |
| 10月23日 | TVアニメ「BROTHERS CONFLICT」キャラクターソング コンセプトミニアルバム(2) 「コ☆ド☆モ」                             | 琉生（武内健）、昴（小野大輔）、祈織（浪川大輔）、侑介（細谷佳正）、風斗（KENN）、弥（梶裕貴）、ジュリ（神谷浩史） | 「挑発 Machine☆Gun」 | テレビアニメ『BROTHERS CONFLICT』関連曲                                   |
| 11月27日 | 夜桜四重奏 キャラクターソングベスト&オリジナルサウンドトラック 桜新町の鳴らし方。                                  | 比泉秋名（梶裕貴） | 「ハレーションローテーション」 「kid, I like quartet」 | テレビアニメ『夜桜四重奏 〜ハナノウタ〜』関連曲                           |
| 11月27日 | 夜桜四重奏 キャラクターソングベスト&オリジナルサウンドトラック 桜新町の鳴らし方。                                  | 槍桜ヒメ（福圓美里）、比泉秋名（梶裕貴）、七海アオ（藤田咲）、五十音ことは（沢城みゆき）、岸恭助（小野大輔）、岸桃華（戸松遥）、V・じゅり・F（大久保藍子）、V・りら・F（茅野愛衣）                                                                       | 「またねとまたね」 | テレビアニメ『夜桜四重奏 〜ハナノウタ〜』関連曲                           |
| 11月27日 | 夜桜四重奏 キャラクターソングベスト&オリジナルサウンドトラック 桜新町の鳴らし方。                                  | 比泉秋名（梶裕貴）、槍桜ヒメ（福圓美里） | 「鳴り響け！桜新町賛歌」 | テレビアニメ『夜桜四重奏 〜ハナノウタ〜』関連曲                           |
| 12月27日 | ツキウタ。デュエットシリーズ（年少組1） 師走駆＆如月恋「だってまだまだアバンタイトル」                             | 師走駆（梶裕貴）、如月恋（増田俊樹） | 「だってまだまだアバンタイトル」 | キャラクターCD『ツキウタ。』関連曲                                        |
| 2014年   | | | |                                                                           |
| 1月29日  | アニメ「DIABOLIK LOVERS」限定版 III 特典CD                                                                         | 逆巻カナト（梶裕貴） | 「銀の薔薇 -Kanatolyrics-」 | テレビアニメ『DIABOLIK LOVERS』関連曲                                     |
| 2月28日  | ツキウタ。デュエットシリーズ（年少組2） 師走駆＆如月恋「イノセンシア」                                             | 師走駆（梶裕貴）、如月恋（増田俊樹） | 「イノセンシア」 | キャラクターCD『ツキウタ。』関連曲                                        |
| 4月16日  | ノブナガ・ザ・フール キャラクターソング Vol.2 トヨトミ・ヒデヨシ                                                   | トヨトミ・ヒデヨシ（梶裕貴） | 「SPEARHEAD!」 「SIDE BY SIDE」 | テレビアニメ『ノブナガ・ザ・フール』関連曲                                |
| 4月30日  | サクラ大戦奏組 ヴォーカルCD「我ら奏でるこの音で/春よ来い春よ」                                                     | 帝國華撃団・奏組 | 「我ら奏でるこの音で」 | 舞台『サクラ大戦奏組 〜薫風のセレナーデ〜』関連曲                         |
| 8月20日  | DIABOLIK LOVERS MORE CHARACTER SONG Vol.2 逆巻カナト                                                               | 逆巻カナト（梶裕貴） | 「GRATEFUL★DEAD★MARCH」 | 『DIABOLIK LOVERS』関連曲                                                 |
| 11月9日  | NORN9 ノルン+ノネット Cantare Vol.1                                                                                | 結賀駆（梶裕貴） | 「君をずっと」 | ゲーム『NORN9 ノルン+ノネット』関連曲                                     |
| 11月26日 | 僕じゃダメですか？〜「告白実行委員会」キャラクターソング集〜                                                       | HoneyWorks feat. 望月蒼太 (梶裕貴) | 「ヤキモチの答え」 | 『告白実行委員会〜恋愛シリーズ〜』関連曲                                  |
| 2015年   | | | |                                                                           |
| 1月28日  | I LOVE YOUが聞こえない                                                                                             | ASAHINA Bros.+JULI | 「I LOVE YOUが聞こえない」 | OVA『BROTHERS CONFLICT』エンディングテーマ                                |
| 2月27日  | ツキウタ。Six Gravity ユニット曲「Gravity!」                                                                       | Six Gravity | 「Gravity!」 | キャラクターCD『ツキウタ。』関連曲                                        |
| 3月4日   | 七つの大罪ヴォーカルコレクション メリオダス VS ギルサンダー                                                        | メリオダス（梶裕貴） | 「カンパイ!!」 | テレビアニメ『七つの大罪』関連曲                                          |
| 3月18日  | ダイヤのA キャラクターソングシリーズ Vol.9 成宮鳴                                                                  | 成宮鳴（梶裕貴） | 「GET TO THE TOP」 | テレビアニメ『ダイヤのA』関連曲                                           |
| 3月25日  | 四月は君の嘘 BD・DVD第2巻特典CD                                                                                    | 相座武士（梶裕貴） | 「奇跡の先へ〜エチュード Op.10-4」 | テレビアニメ『四月は君の嘘』関連曲                                        |
| 6月17日  | ボーイフレンド（仮）キャラクターCDシリーズ vol.1 如月斗真&北城猛&守部匡治                                          | 守部匡治（梶裕貴） | 「未来」 | ゲーム『ボーイフレンド（仮）』関連曲                                      |
| 6月24日  | キャラクターCD「SERVAMP-サーヴァンプ-」 Vol.1 真昼＆クロ                                                           | 城田真昼（寺島拓篤）、クロ（梶裕貴） | 「Crossing World」 | ドラマCD『SERVAMP-サーヴァンプ-』関連曲                                   |
| 6月24日  | キャラクターCD「SERVAMP-サーヴァンプ-」 Vol.1 真昼＆クロ                                                           | クロ（梶裕貴） | 「Crossing World」 | ドラマCD『SERVAMP-サーヴァンプ-』関連曲                                   |
| 6月26日  | ツキウタ。シリーズ 師走駆「砂時計とホットミルク」                                                                  | 師走駆（梶裕貴） | 「砂時計とホットミルク」 「ちこくのうた」 | キャラクターCD『ツキウタ。』関連曲                                        |
| 7月1日   | ハイスクールD×D BorN オリジナルサウンドトラック                                                                    | 兵藤一誠（梶裕貴） | 「おっぱいドラゴンの歌」 | テレビアニメ『ハイスクールD×D BorN』関連曲                                |
| 8月19日  | DIABOLIK LOVERS Bloody Songs -SUPER BEST II- 逆巻家ver                                                             | 逆巻アヤト（緑川光）、逆巻カナト（梶裕貴）、逆巻ライト（平川大輔）、逆巻シュウ（鳥海浩輔）、逆巻レイジ（小西克幸）、逆巻スバル（近藤隆） | 「Bloody★Mayim★Mayim」 | 『DIABOLIK LOVERS』関連曲                                                 |
| 11月18日 | 反撃の大地 | エレン・イェーガー（梶裕貴）、ジャン・キルシュタイン（谷山紀章）、ミカサ・アッカーマン（石川由依） from attackers | 「反撃の大地」 | テレビアニメ『進撃！巨人中学校』エンディングテーマ                        |
| 2016年   | | | |                                                                           |
| 1月20日  | DIABOLIK LOVERS VERSUS SONG Requiem（2）Bloody Night Vol.IV カナトVSレイジ                                         | 逆巻カナト（梶裕貴）、逆巻レイジ（小西克幸） | 「蠱惑のParade」 | 『DIABOLIK LOVERS』関連曲                                                 |
| 1月20日  | DIABOLIK LOVERS VERSUS SONG Requiem（2）Bloody Night Vol.IV カナトVSレイジ                                         | 逆巻カナト（梶裕貴） | 「蠱惑のParade」 | 『DIABOLIK LOVERS』関連曲                                                 |
| 1月27日  | あんさんぶるスターズ！ ユニットソングCD Vol.8 Trickstar                                                            | Trickstar | 「Rebellion Star」 「CHERRY HAPPY STREAM」 | ゲーム『あんさんぶるスターズ！』関連曲                                    |
| 2月24日  | DIABOLIK LOVERS LUNATIC PARADE「Fanatic of Night」                                                                 | 逆巻アヤト（緑川光）、逆巻カナト（梶裕貴）、逆巻ライト（平川大輔）、逆巻シュウ（鳥海浩輔）、逆巻レイジ（小西克幸）、逆巻スバル（近藤隆） | 「Fanatic of Night」 | ゲーム『DIABOLIK LOVERS LUNATIC PARADE』オープニングテーマ                |
| 2月24日  | Blu-ray & DVD『ワンパンマン 3』 特典CD                                                                             | 音速のソニック（梶裕貴） | 「ソニックのワンパン音頭」 | テレビアニメ『ワンパンマン』関連曲                                        |
| 8月24日  | FORBIDDEN★STAR SYRUP 1st                                                                                           | SYRUP | 「SWEET LABYRINTH」 「Honey Better Half」 | 『FORBIDDEN★STAR』関連曲                                                  |
| 8月26日  | ツキウタ。 THE ANIMATION 主題歌                                                                                    | Six Gravity | 「GRAVITIC-LOVE」 | テレビアニメ『ツキウタ。 THE ANIMATION』主題歌                            |
| 8月31日  | ラッキーホリデー                                                                                                   | AXELL with ばなにゃ（梶裕貴） | 「ラッキーホリデー」 | テレビアニメ『ばなにゃ』エンディングテーマ                                |
| 9月30日  | ツキウタ。 THE ANIMATION BD・DVD第1巻特典CD                                                                        | 師走駆（梶裕貴） | 「stella〜きんぴか上昇気分〜」 | テレビアニメ『ツキウタ。 THE ANIMATION』エンディングテーマ                |
| 10月12日 | 人間ビデオ GANTZ:O盤                                                                                               | 玄野計（梶裕貴）、加藤勝（小野大輔） | 「2MC & 3次元」 | 劇場アニメ『GANTZ:O』関連曲                                               |
| 10月26日 | アニメ「ポケットモンスター XY& Z」キャラソンプロジェクト集vol.2 -総集編-                                           | シトロン（梶裕貴） | 「キラキラ」 | テレビアニメ『ポケットモンスター XY&Z』エンディングテーマ                 |
| 12月28日 | FORBIDDEN★STAR SYRUP 2nd                                                                                           | SYRUP | 「KIRAKIRA CIDER HOLIC」 「PASSION DROP」 | 『FORBIDDEN★STAR』関連曲                                                  |
| 2017年   | | | |                                                                           |
| 1月11日  | 夢王国と眠れる100人の王子様 音100シリーズ〜Vol.2 不思議の国1〜                                                     | マッドハッター（平川大輔）、キャピタ（浜田賢二）、ハーツ（梶裕貴） | 「はじまりは永遠」 | ゲーム『夢王国と眠れる100人の王子様』関連曲                               |
| 1月25日  | あんさんぶるスターズ！ ユニットソングCD 2nd Vol.10 Trickstar                                                       | Trickstar | 「HEART→BEATER!!!!」 「虹色のSeasons」 | ゲーム『あんさんぶるスターズ！』関連曲                                    |
| 2月22日  | 何度だって、好き。〜告白実行委員会〜                                                                               | HoneyWorks feat. 望月蒼太 (梶裕貴) | 「僕が名前を呼ぶ日」 | 『告白実行委員会〜恋愛シリーズ〜』関連曲                                  |
| 2月22日  | 何度だって、好き。〜告白実行委員会〜                                                                               | HoneyWorks feat. 瀬戸口優（神谷浩史）、榎本夏樹（戸松遥）、望月蒼太（梶裕貴）、早坂あかり（阿澄佳奈）、芹沢春輝（鈴村健一）、合田美桜（豊崎愛生） | 「東京サマーセッション」 | 『告白実行委員会〜恋愛シリーズ〜』関連曲                                  |
| 3月15日  | Helpless World | エレン・イェーガー（梶裕貴） | 「Helpless World」 | テレビアニメ『進撃の巨人』関連曲                                          |
| 3月24日  | ツキウタ。 THE ANIMATION BD・DVD第7巻特典CD                                                                        | Six Gravity、Procellarum | 「ツキノウタ。」 | テレビアニメ『ツキウタ。 THE ANIMATION』エンディングテーマ                |
| 8月30日  | Collar×Malice Character CD vol.2 岡崎契                                                                            | 岡崎契（梶裕貴） | 「My Precious」 | ゲーム『Collar×Malice』関連曲                                             |
| 12月6日  | 東京ウインターセッション feat.瀬戸口優・榎本夏樹・望月蒼太・早坂あかり・芹沢春輝・合田美桜                         | HoneyWorks feat.瀬戸口優（神谷浩史）、榎本夏樹（戸松遥）、望月蒼太（梶裕貴）、早坂あかり（阿澄佳奈）、芹沢春輝（鈴村健一）、合田美桜（豊崎愛生） | 「東京ウインターセッション」 | テレビアニメ『いつだって僕らの恋は10センチだった。』エンディングテーマ    |
| 12月6日  | あんさんぶるスターズ！ ユニットソングCD 3rd Vol.10 Trickstar                                                       | Trickstar | 「BREAKTHROUGH!」 「DIAMOND SUMMER」 | ゲーム『あんさんぶるスターズ！』関連曲                                    |
| 2018年   | | | |                                                                           |
| 2月28日  | Wonderland Wars Cast Song                                                                                          | 火遠理（梶裕貴）、オト（沼倉愛美） | 「碧き尊き」 | ゲーム『Wonderland Wars』関連曲                                           |
| 4月4日   | いつらのうたこゑ                                                                                                   | あ（梶裕貴）、い（市川太一）、あんこ（天野七瑠） | 「Ray of Rain」 | 『ひらがな男子』関連曲                                                    |
| 4月25日  | 「CRキャプテン翼 黄金世代の鼓動」挿入歌                                                                            | ウルトラス ツバサ | 「明日へのゴール」 「パーフェクトビクトリー」 「俺たちの夢」 | パチンコ『CR キャプテン翼 黄金世代の鼓動』挿入歌                          |
| 6月20日  | Bullet of Loyalty                                                                                                  | ブラウン・ベス（八代拓）、シャルルヴィル（立花慎之介）、スプリングフィールド（蒼井翔太）、ケンタッキー（梶裕貴） | 「Bullet of Loyalty」 | ゲーム『千銃士』テーマソング                                              |
| 6月20日  | Bullet of Loyalty                                                                                                  | ブラウン・ベス（八代拓）、シャルルヴィル（立花慎之介）、スプリングフィールド（蒼井翔太）、ケンタッキー（梶裕貴） | 「Be Noble 〜自由へのRebirth〜」 | ゲーム『千銃士』関連曲                                                    |
| 7月18日  | ニル・アドミラリの天秤 キャラクターソングシリーズ                                                                  | 尾崎隼人（梶裕貴） | 「Scarlet Blood」 | テレビアニメ『ニル・アドミラリの天秤』関連曲                              |
| 7月25日  | Noble Bullet 01 アメリカ独立戦争グループ                                                                           | ケンタッキー（梶裕貴） | 「Sniper's Aesthetic」 | ゲーム『千銃士』関連曲                                                    |
| 8月22日  | antique memory | ブラウン・ベス（八代拓）、シャルルヴィル（立花慎之介）、スプリングフィールド（蒼井翔太）、ケンタッキー（梶裕貴） | 「antique memory」 | テレビアニメ『千銃士』オープニングテーマ                                  |
| 9月5日   | Own The Night〜イケメンライブ 恋の歌をキミに イケラブ 1st ALBUM〜                                                  | 朱真遥音（KENN）、銀波律（蒼井翔太）、東雲詠介（谷山紀章）、蘇芳楽（梶裕貴）、眞白奏（深町寿成）、千草響一郎（伊東健人）、天宮アンリ（大河元気）、藍墨晃揮（近藤隆）、藤代旋（黒田崇矢）、銀波弓弦（植田圭輔）、椿麻琴（小野友樹）、木蘭宗詩（市川太一） | 「最愛PHRASE」 | ゲーム『イケメンライブ 恋の歌をキミに』主題歌                             |
| 9月5日   | Own The Night〜イケメンライブ 恋の歌をキミに イケラブ 1st ALBUM〜                                                  | HOUNDS | 「HORIZON」 | ゲーム『イケメンライブ 恋の歌をキミに』関連曲                             |
| 12月28日 | Moonshot!! | 師走駆（梶裕貴） | 「Moonshot!!」 | キャラクターCD『ツキウタ。』関連曲                                        |
| 2019年   | | | |                                                                           |
| 4月24日  | あんさんぶるスターズ！アルバムシリーズ Trickstar                                                                   | Trickstar | 「Rebellion Star（ALBUM Mix）」 「HEART→BEATER!!!!（ALBUM Mix）」 「虹色のSeasons（ALBUM Mix）」 「Welcome to the Trickstar Night☆」 「CHERRY HAPPY STREAM（ALBUM Mix）」 「Infinite Star」 「ONLY YOUR STARS!」 | ゲーム『あんさんぶるスターズ！』関連曲                                    |
| 4月24日  | あんさんぶるスターズ！アルバムシリーズ Trickstar                                                                   | 衣更真緒（梶裕貴） | 「MAGICIAN'S PLAY!」 | ゲーム『あんさんぶるスターズ！』関連曲                                    |
| 8月14日  | Stars' Ensemble!                                                                                                   | 夢ノ咲ドリームスターズ | 「Stars' Ensemble!」 | テレビアニメ『あんさんぶるスターズ！』オープニングテーマ                  |
| 8月28日  | あんさんぶるスターズ！ EDテーマ集 vol.1                                                                            | Trickstar | 「1st SING-ALONG☆」 | テレビアニメ『あんさんぶるスターズ！』エンディングテーマ                  |
| 9月10日  | 白猫プロジェクト 5th Anniversary Original Soundtrack                                                               | 黒の後継者（梶裕貴） | 「DARK RAGNAROK」 | ゲーム『白猫プロジェクト』関連曲                                          |
| 9月25日  | Noble Recollections 01                                                                                             | ブラウン・ベス（八代拓）、シャルルヴィル（立花慎之介）、スプリングフィールド（蒼井翔太）、ケンタッキー（梶裕貴）、ペンシルヴァニア（伊東健人） | 「antique memory 〜アメリカ独立戦争 5 bullets edition〜」 | ゲーム『千銃士』関連曲                                                    |
| 12月11日 | キセキ | Trickstar | 「キセキ」 | テレビアニメ『あんさんぶるスターズ！』オープニングテーマ                  |
| 2020年   | | | |                                                                           |
| 1月15日  | 好きすぎてやばい。〜告白実行委員会キャラクターソング集〜                                                           | HoneyWorks feat. 望月蒼太（梶裕貴）、早坂あかり（阿澄佳奈） | 「恋人たちのハッピーバースデー」 | 『告白実行委員会〜恋愛シリーズ〜』関連曲                                  |
| 1月15日  | 好きすぎてやばい。〜告白実行委員会キャラクターソング集〜                                                           | HoneyWorks feat. 瀬戸口優（神谷浩史）、榎本夏樹（戸松遥）、望月蒼太（梶裕貴）、早坂あかり（阿澄佳奈）、芹沢春輝（鈴村健一）、合田美桜（豊崎愛生） | 「東京オータムセッション」 | 『告白実行委員会〜恋愛シリーズ〜』関連曲                                  |
| 2月26日  | あんさんぶるスターズ！ オリジナルサウンドトラック                                                                  | Trickstar、Eden | 「キセキ」 | テレビアニメ『あんさんぶるスターズ！』オープニングテーマ                  |
| 3月25日  | うちタマ?! 〜うちのタマ知りませんか？〜 ボーカルコレクション                                                       | ノラ（梶裕貴） | 「なんてことない唄」 | テレビアニメ『うちタマ?! 〜うちのタマ知りませんか？〜』エンディングテーマ |
| 3月25日  | うちタマ?! 〜うちのタマ知りませんか？〜 オリジナルサウンドトラック                                                 | 3丁目オールスターズ | 「3丁目のテーマ」 | テレビアニメ『うちタマ?! 〜うちのタマ知りませんか？〜』エンディングテーマ |
| 5月27日  | あんさんぶるスターズ!! ESアイドルソング season1 Trickstar                                                          | Trickstar | 「BIGBANG REFLECTION!!」 「BRAND NEW STARS!!」 | ゲーム『あんさんぶるスターズ!!』関連曲                                    |
| 6月26日  | Paint It Black | Six Gravity | 「Paint It Black」 | テレビアニメ『ツキウタ。 THE ANIMATION2』オープニングテーマ               |
| 8月26日  | BRAND NEW STARS!!                                                                                                  | ESオールスターズ | 「BRAND NEW STARS!!」 | ゲーム『あんさんぶるスターズ!!』主題歌                                    |
| 8月26日  | BRAND NEW STARS!!                                                                                                  | ESオールスターズ | 「Walk with your smile」 | ゲーム『あんさんぶるスターズ!!』関連曲                                    |
| 11月25日 | 婚約戦争 feat. 瀬戸口優×望月蒼太×芹沢春輝/さみしがりや feat. 柴崎健×柴崎愛蔵                                       | HoneyWorks feat. 瀬戸口優（神谷浩史）、望月蒼太（梶裕貴）、芹沢春輝（鈴村健一） | 「婚約戦争」 | ゲーム『HoneyWorks Premium Live』オープニングテーマ                       |
| 2021年   | | | |                                                                           |
| 1月29日  | ツキウタ。 THE ANIMATION2 BD・DVD第1巻特典CD                                                                       | 師走駆（梶裕貴） | 「きんぴかコンプリート」 | テレビアニメ『ツキウタ。 THE ANIMATION2』エンディングテーマ               |
| 3月17日  | 体操ザムライ BD・DVD特典CD                                                                                         | 荒垣城太郎（浪川大輔）、レオナルド（小野賢章）、南野鉄男（梶裕貴） | 「上海ハニー」 | テレビアニメ『体操ザムライ』オープニングテーマ                            |
| 6月23日  | FUSIONIC STARS!!                                                                                                   | ESオールスターズ | 「FUSIONIC STARS!!」 | ゲーム『あんさんぶるスターズ!!』関連曲                                    |
| 7月30日  | ツキウタ。 THE ANIMATION2 BD・DVD第7巻特典CD                                                                       | Six Gravity、Procellarum | 「月ノ詩。」 | テレビアニメ『ツキウタ。 THE ANIMATION2』エンディングテーマ               |
| 10月23日 | あんさんぶるスターズ!! FUSION UNIT SERIES 04 Trickstar × fine                                                      | Trickstar、fine | 「Crossing×Heart」 | ゲーム『あんさんぶるスターズ!!』関連曲                                    |
| 10月23日 | あんさんぶるスターズ!! FUSION UNIT SERIES 04 Trickstar × fine                                                      | Trickstar | 「FUSIONIC STARS!!」 | ゲーム『あんさんぶるスターズ!!』関連曲                                    |
| 2022年   | | | |                                                                           |
| 2月2日   | 機界戦隊ゼンカイジャー キャラクターソングアルバム                                                                  | ゼンカイガオーン / ガオーン（梶裕貴） | 「TRULY YOURS」 | 特撮『機界戦隊ゼンカイジャー』関連曲                                      |
| 7月13日  | 「からかい上手の高木さん3&劇場版」Cover Song Collection                                                            | 高木さん with 2年2組 | 「学園天国」 | テレビアニメ『からかい上手の高木さん3』エンディングテーマ                 |
| 2023年   | | | |                                                                           |
| 3月15日  | ねぇ、好きって痛いよ。 〜告白実行委員会キャラクターソング集〜                                                      | HoneyWorks feat. 瀬戸口優（神谷浩史）、榎本夏樹（戸松遥）、望月蒼太（梶裕貴）、早坂あかり（阿澄佳奈）、芹沢春輝（鈴村健一）、合田美桜（豊崎愛生） | 「東京スプリングセッション」 | 『告白実行委員会〜恋愛シリーズ〜』関連曲                                  |
| 2024年   | | | |                                                                           |
| 6月26日  | Stars' Ensemble!                                                                                                   | 夢ノ咲ドリームスターズ | 「Stars' Ensemble!」 | ゲーム『あんさんぶるスターズ!!』関連曲                                    |
| 6月26日  | BRAND NEW STARS!!                                                                                                  | ESオールスターズ | 「BRAND NEW STARS!!」 「Walk with your smile」 | ゲーム『あんさんぶるスターズ!!』関連曲                                    |
| 6月26日  | FUSIONIC STARS!!                                                                                                   | ESオールスターズ | 「FUSIONIC STARS!!」 | ゲーム『あんさんぶるスターズ!!』関連曲                                    |
| 7月14日  | We Are Adventures! (Hero comeback ver.)                                                                            | 主人公（梶裕貴）、アイリス（堀江由衣）、クロカ（山根綺）、シロー（菊地燎）、ジン（島崎信長）、サヤ（日高里菜） | 「We Are Adventures! (Hero comeback ver.)」 | ゲーム『白猫プロジェクト』関連曲                                          |

### その他参加楽曲
| 発売日         | 商品名                                                                        | 歌                                                                    | 楽曲 | 備考                                                                      |
| -------------- | ----------------------------------------------------------------------------- | --------------------------------------------------------------------- | --- | ------------------------------------------------------------------------- |
| 2008年12月25日 | ハイビーム                                                                    | TRIBE                                                                 | 「ハイビーム」 | テレビ番組『ドーリィ☆バラエティ HYPER ViSUADOLL MOVIE』オープニングテーマ |
| 2009年3月18日  | 百歌声爛 -男性声優編- III                                                     | 梶裕貴                                                                | 「めざせポケモンマスター」〜 「WILL」〜 「Wild Flowers」〜 「おはよう。」〜 「dis-」〜 「W-Infinity」〜 「brave heart」〜 「FRIENDS」〜 「変わらないもの」〜 「ガーネット」 |                                                                           |
| 2009年9月25日  | Tomorrow's wind                                                               | しもかじ。                                                            | 「Tomorrow's wind」 「Misty Moon」 | ラジオ『下野紘&梶裕貴のRadio Misty』主題歌                                |
| 2015年4月22日  | Sound Horizon『Nein』                                                         | 梶裕貴                                                                | 「西洋骨董屋根裏堂」 「愛という名の咎」 |                                                                           |
| 2017年12月20日 | Shizuka Kudo Tribute                                                          | 梶裕貴                                                                | 「Blue Velvet」 |                                                                           |
| 2020年12月9日  | VOICE〜声優たちが歌う松田聖子ソング〜 Male Edition                            | 梶裕貴                                                                | 「青い珊瑚礁」 「あなたに逢いたくて〜Missing You〜」 |                                                                           |
| 2020年12月9日  | VOICE〜声優たちが歌う松田聖子ソング〜 Male Edition                            | 梶裕貴、野島健児、松岡禎丞、古川慎、石川界人                          | 「瑠璃色の地球」 |                                                                           |
| 2021年12月15日 | COVER〜STORIES〜                                                              | 梶裕貴                                                                | 「Sign」 「3月9日」 「スパークル」 「葛飾ラプソディー」 「ソラニン」 |                                                                           |
| 2022年5月19日  | エクレール                                                                    | ジェニーハイ、高野麻里佳 / 台詞：梶裕貴、潘めぐみ、高橋李依、花澤香菜 | 「エクレール」 | 映画『ハケンアニメ!』主題歌                                               |
| 2022年7月27日  | [Re:collection] HIT SONG cover series feat.voice actors 〜00's-10's EDITION〜 | 梶裕貴                                                                | 「雪の華」 |                                                                           |
| 2024年8月7日   | 進撃の記憶                                                                    | Linked Horizon（Vo.Revo、石川由依、梶裕貴）                           | 「二千年... 若しくは... 二万年後の君へ・・・」 | テレビアニメ「進撃の巨人 The Final Season 完結編（後編）」主題歌          |

## 書籍
1. ライフ（2012年10月4日、学研パブリッシング）ISBN 978-4-05-405476-9
2. カジカメ（2014年10月28日、学研パブリッシング） ISBN 978--4-05-406149-1
3. リライフ（2015年9月3日、宝島社）
4. いつかすべてが君の力になる（2018年5月10日、河出書房新社）ISBN 978-4-309-61713-8
5. コミカライズ いつかすべてが君の力になる (2019年2月26日、小学館) ISBN 978-4-09-870423-1
6. 梶裕貴 対談集 ｢えん｣ (2021年10月28日、日経BP) ISBN 978-4-296-11095-7